# Język fiński

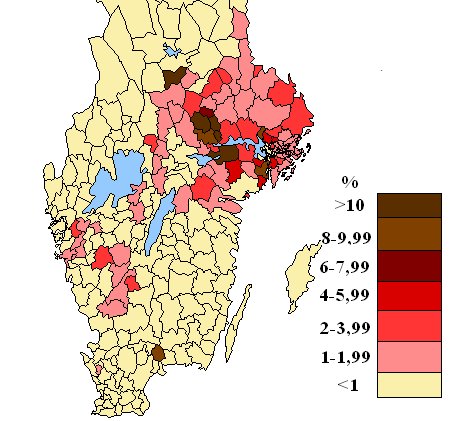
Język fiński na obszarze południowej Szwecji (stan na 2005)

Język fiński (fiń. suomen kieli, suomi [ˈsuomi]) – język należący do podgrupy języków bałtycko-fińskich, zaliczanej do podrodziny języków ugrofińskich z rodziny uralskiej. Najbliżej jest spokrewniony m.in. z językiem estońskim oraz językami ludów północno-zachodniej Rosji, dalsze pokrewieństwo łączy go z językiem węgierskim.
Fiński jest obok szwedzkiego jednym z dwóch języków urzędowych w Finlandii oraz jednym z języków urzędowych Unii Europejskiej. W Finlandii za język ojczysty uważa go ok. 4,7 mln ludzi (92% populacji). W Szwecji, gdzie posługuje się nim około 300 tys. mieszkańców pochodzenia fińskiego, jest oficjalnie uznawany jako język mniejszości, jest też oficjalnie językiem mniejszości w Republice Karelii w Rosji. Niewielkie fińskojęzyczne mniejszości znajdują się również w prowincji Finnmark na północy Norwegii oraz w Estonii.
Jako przedstawiciel rodziny uralskiej, różni się znacznie od rodziny indoeuropejskiej, w skład której wchodzi większość języków używanych w Europie. Odróżnia go przede wszystkim aglutynacyjność, piętnaście przypadków, złożona gramatyka, zwłaszcza harmonia samogłosek, wymiany spółgłoskowe, brak rodzaju gramatycznego i czasu przyszłego. Wielowiekowe kontakty sprawiły jednak, że pod względem składni i słownictwa fiński ma pewne cechy wspólne z językami indoeuropejskimi, przede wszystkim szwedzkim.
Jest językiem żywym, używanym w mowie i piśmie, rozwijającym się, mającym bogatą i cenioną na świecie literaturę. Po fińsku nadaje ponad dziesięć stacji telewizyjnych o zasięgu krajowym i regionalnym, ponad pięćdziesiąt rozgłośni radiowych, ponadto w języku tym wychodzi ponad 120 gazet krajowych, regionalnych i lokalnych.

## Klasyfikacja
Język fiński zalicza się do bałtycko-fińskiej podgrupy fińskiej grupy rodziny języków ugrofińskich. Języki ugrofińskie wchodzą w skład uralskiej rodziny językowej, a wraz z nią w skład uralo-ałtajskiej ligi językowej. Ponieważ do kolejnych rozpadów w ramach ugrofińskiej wspólnoty językowej doszło już kilka tysięcy lat temu (w III i II tysiącleciu p.n.e.), dzisiejsze języki ugrofińskie od dawna rozwijały się samodzielnie, a przy tym, ze względu na dystans geograficzny między terenami zamieszkałymi przez poszczególne ludy ugrofińskie, ulegały wpływom różnych języków sąsiednich; w przypadku fińskiego były to głównie wpływy szwedzkie i rosyjskie. W efekcie, mimo niewątpliwego wspólnego pochodzenia, podobieństwo języków ugrofińskich jest niewielkie i polega przede wszystkim na zbliżonej gramatyce, natomiast słownictwo jest zupełnie odmienne. Największe podobieństwo do języka fińskiego wykazuje współczesny język estoński oraz języki używane przez wymierające ludy ugrofińskie nad Bałtykiem – iżorski, wepski, karelski, liwski, võro i wotycki, tym niemniej nawet one nie są wzajemnie zrozumiałe.

## Status oficjalny
Język fiński jest jednym z dwóch oficjalnych języków Republiki Finlandii, obok języka szwedzkiego, którego używa 5,49% mieszkańców. Jest jednym z 24 oficjalnych języków Unii Europejskiej. Ponadto jest formalnie uznanym językiem mniejszości narodowej w Szwecji oraz w Republice Karelii w Rosji. Zgodnie z nordycką konwencją językową osoby mówiące językiem fińskim jako ojczystym mają na terenie krajów Unii Nordyckiej prawo do używania własnego języka i bezpłatnej pomocy w tłumaczeniach w sprawach urzędowych.

## Historia

### Wczesna historia
Pierwszy zapis języków fińskich to jedno zdanie, zapisane cyrylicą, na korze drzewa, datowane na początek XIII wieku, znalezione w okolicach Nowogrodu Wielkiego w 1957 w Związku Radzieckim. Oryginalny zapis to: „юмолануолиїнимижи ноулисѣханолиомобоу юмоласоудьнииохови”, transkrybując na alfabet łaciński – „jumolanuoli ï nimizi nouli se han oli omo bou jumola soud’ni iohovi”. Jest to najstarszy znany tekst we wszystkich językach fińskiej grupy językowej i został prawdopodobnie napisany w dialekcie ołonieckim języka karelskiego.
Języki uralskie wywodzą się od wspólnego prajęzyka, który rozdzielił się początkowo na prajęzyk samojedzki i ugrofiński. Później miał miejsce podział prajęzyka ugrofińskiego na fińsko-permski i ugryjski. Z prajęzyka fińsko-permskiego powstały następnie najwcześniejsze formy języków bałtycko-fińskich, z których oddzielił się język lapoński.
Określenie ram czasowych powyższych zmian ewolucyjnych, których rekonstrukcja opiera się przede wszystkim na analizie słownictwa i struktury współczesnych języków, sprawia duży kłopot. Przypuszcza się jednak, że oddzielenie się języka lapońskiego od wczesnego fińskiego miało miejsce ok. roku 1000 p.n.e. Fiński pozostawał już w prehistorii w bliskich kontaktach z językami germańskimi i bałtyckimi i wziął z nich wiele zapożyczeń.
Chociaż mieszkańcy ówczesnej Finlandii mówili w całości językami ugrofińskimi, wspólny język fiński rozwinął się dopiero w czasach nowożytnych. W przeszłości mieszkańcy Finlandii dzielili się zasadniczo na trzy grupy, zgodnie z różnicami kulturowymi i językowymi. Na południowym zachodzie mieszkał lud określany później jako „prawdziwi Finowie” (varsinaissuomalaiset). W tym regionie z mieszkańcami mieszali się germańscy przybysze ze Skandynawii, którzy przynieśli wiele zapożyczeń pochodzenia germańskiego. Na wschodzie mieszkali Karelowie, a w lasach w głębi lądu – Hämowie, którzy z początku nie różnili się wiele od Lapończyków. Z wymieszania powyższych grup, ale już w średniowieczu, powstał dialekt Savo.
Od czasu aneksji Finlandii przez Szwecję język fiński ukształtował się jako język mówiony. Na terenie Finlandii językiem urzędowym był szwedzki, w handlu używano jednej z odmian niemieckiego, a w sprawach wyznaniowych dominowała łacina. Pierwszym zapisanym zdaniem w języku fińskim było zdanie z kroniki podróży z roku 1450 Mynna tachton gernast spuho somen gelen Emyna dayda. Współcześnie zdanie brzmiałoby: Minä tahdon kernaasti puhua suomen kieltä (mutta) en minä taida; pol. – naprawdę chcę mówić po fińsku, ale nie potrafię. Zdanie to miał wypowiedzieć fiński biskup. W średniowieczu powstało więcej zapisów języka fińskiego, a być może już wtedy istniała literatura w języku fińskim, jednak nie przetrwała ona do współczesnych czasów.

### Rozwój języka pisanego

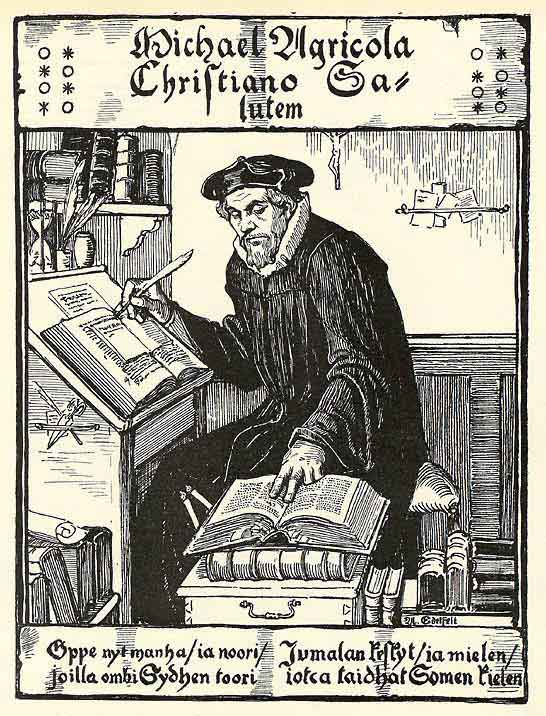
Mikael Agricola na dziewiętnastowiecznym rysunku Alberta Edelfelta

Powstaniu jednolitego języka fińskiego, a zwłaszcza języka pisanego, sprzyjała reformacja. Król Gustaw I Waza zerwał w 1524 stosunki z Kościołem katolickim i wprowadził nauczanie luterańskie. Nakazywało ono, żeby Słowo Boże było tłumaczone na język ludu. W konsekwencji proboszczowie zaczęli również zapisywać niezbędne teksty liturgiczne.
Publikacja pierwszego drukowanego tekstu w języku fińskim była zasługą biskupa Mikaela Agricoli. Uczeń Marcina Lutra już w czasach studenckich zaczął tłumaczyć teksty religijne, szczególnie Nowy Testament. Pierwszą wydrukowaną fińską książką był wydany w 1543 roku elementarz Abckirja, który był ukierunkowany religijnie i zawierał katechizm. Fińskie tłumaczenie Nowego Testamentu ukazało się w roku 1548.
Agricola opracował ortografię na podstawie łacińskiej, niemieckiej i szwedzkiej oraz stworzył podstawy fińskiego języka literackiego. Wykorzystał przy tym przede wszystkim dialekt z Turku, który dzięki temu stał się podstawą późniejszego wspólnego, ustandaryzowanego języka fińskiego. Agricola pracował również nad ujednoliceniem i rozwojem słownictwa – wprowadził do fińskiego nowe słowa, z których część ostała się aż po dziś, np. armo – łaska. Ponad połowa wynalezionych przez niego słów funkcjonuje obecnie.

### Od mowy chłopów do języka kultury
Od XVI wieku prawo było częściowo spisane po fińsku, ale wciąż nie było fińskojęzycznego życia kulturalnego: w należącej do Szwecji Finlandii to szwedzki był językiem administracji, oświaty i kultury, którego dominująca rola utwierdziła się w XVII wieku, kiedy prawie całe fińskie elity już się nim posługiwały. Jednak język rozwijał się cały czas, zwłaszcza fonetycznie, doszło wtedy do znaczących zmian w wymowie.
Dopiero po roku 1809, gdy Wielkie Księstwo Finlandii przeszło pod panowanie rosyjskich carów, zaczęła się budzić fińska świadomość narodowa. Ona właśnie zapoczątkowała znany ruch Fennomanów, którzy chcieli uczynić z języka fińskiego język kultury. Na początku XIX wieku brakowało jednak językowi wielu niezbędnych cech. Gramatyka nie była ujęta systematycznie, a słownictwo odzwierciedlało życie codzienne chłopskiego ludu, brakowało jednak prawie wszystkich słów potrzebnych kulturze i administracji.
Wydanie w 1835 roku przez Eliasa Lönnrota eposu narodowego Kalevala umocniło rolę języka fińskiego. Dzięki aktywności Fennomanów powstała fińskojęzyczna literatura i prasa. Wielu członków towarzystwa, których językiem ojczystym był szwedzki, pracowało nad dalszym rozwojem fińskiego. Dzięki tej współpracy powstały liczne słowa, które uprzednio w fińskim nie istniały. Dzięki fińskiemu ruchowi narodowemu nowe słowa były wtedy niemal bez wyjątku tworzone nie jako zapożyczenia, tylko całkowicie od nowa.
W drugiej połowie XIX wieku rozpoczęto tworzenie i systematyzowanie fińskojęzycznego szkolnictwa, trwające do końca stulecia. Celem było utworzenie wykształconej fińskojęzycznej warstwy społeczeństwa. Do lat 20. XX wieku fiński stał się pełnoprawnym językiem kultury, który zasadniczo odpowiadał językowi we współczesnej postaci.

## Ortografia i wymowa

### Zapis języka

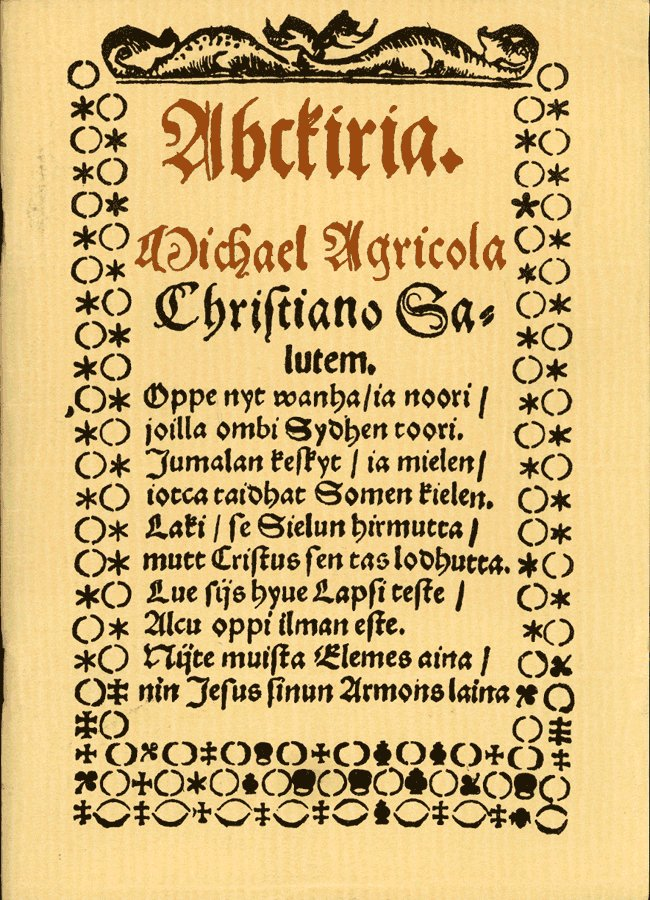
Abckiria, najstarsze dzieło w języku fińskim

Szwedzka litera å symbolizuje język szwedzki. Symbol oporu przeciw obowiązkowej nauce języka szwedzkiego w fińskich szkołach (fiń. pakkoruotsi)

Alfabet fiński składa się z 26 liter pisma łacińskiego i dodatkowych znaków. Przy sortowaniu alfabetycznym, np. w słownikach, znaki te są umieszczane na końcu alfabetu we wskazanym wyżej porządku (a nie tak jak np. w niemieckim, przy „a” i „o”). Litera w, charakterystyczna dla starych tekstów, została zastąpiona literą v, dlatego przy sortowaniu zazwyczaj się ich nie rozróżnia.
Litery c, q, w, x, z i å nie występują w fińskich słowach, lecz jedynie w zapożyczeniach. W wyrazach obcych używa się również dla dźwięku /ʃ/ litery s z haczykiem (š). Dopuszczalna jest jednak również pisownia sh lub po prostu s (np. šakki, shakki lub sakki – szachy). Jeszcze rzadziej używa się litery ž, która występuje głównie w nazwach geograficznych, jak np. Fidži.
Fińska ortografia jest dystrybutywna – prawie zawsze litera jednoznacznie odpowiada głosce, również każda głoska zapisywana jest przy pomocy jednego znaku. Jest również ortografią fonetyczną, to znaczy dokładnie odwzorowuje wymowę, w przeciwieństwie do ortografii etymologicznej, zachowującej dawną pisownię (np. francuskiej). Zapożyczenia dostosowuje się konsekwentnie do fińskiej ortografii. Następujące litery czyta się inaczej niż po polsku:
| Litera | Dźwięk | Opis                                  |
| ------ | ------ | ------------------------------------- |
| a      | /ɑ/    | wymawiane z cofniętym językiem        |
| e      | /e/    | bardziej „ściśnięte” niż polskie      |
| s      | /s̺/    | między polskim s a sz                 |
| v      | /ʋ/    | jak niderlandzkie w, norweskie v      |
| y      | /y/    | jak niemieckie ü, francuskie u        |
| ä      | /æ/    | dźwięk pomiędzy a i e, jak w ang. hat |
| ö      | /œ/    | jak niemieckie ö                      |

Do niewielu wyjątków w wymowie należą kombinacje liter nk i ng, które wymawia się odpowiednio /ŋk/ i /ŋː/. Ponadto n stojące przed p wymawia się często jak /m/ (np. kunpa można czytać kumpa, ale także niinpä i enpä można czytać niimpä i empä). W języku fińskim często dochodzi do zmian zwanych sandhi – asymilacji i podwojenia (patrz odrębny rozdział sandhi).
W fińskiej wymowie ważną rolę pełni iloczas. Różnica pomiędzy głoskami długimi i krótkimi jest oddawana również w piśmie – głoski długie zapisuje się podwojonym znakiem. Dotyczy to zarówno samogłosek, jak i spółgłosek (tuli – ogień, tulli – cło, tuuli – wiatr). Długie dźwięki są z reguły dokładnie dwa razy dłuższe, niż zwykłe. Jakość samogłoski nie zależy od jej długości – np. o czyta się /ɔ/ obojętnie czy jest ono długie, czy krótkie. Wydłużenie spółgłosek k, p i t realizuje się poprzez wydłużenie czasu zwarcia (powstrzymania strumienia powietrza).

### Akcent wyrazowy
W języku fińskim akcent ma charakter inicjalny, czyli pada zawsze na pierwszą sylabę słowa. Akcent poboczny pada na co drugą (trzecią, piątą itd.) sylabę, tak jednak, by ostatnia była zawsze nieakcentowana. Wyjątkiem są jednowyrazowe wypowiedzi emfatyczne, np. /ki:'tos/'! (dziękuję). Długość samogłoski jest niezależna od akcentu.
Akcentowanie ma charakter dynamiczno-toniczny, czyli realizuje się je mocniejszym wymówieniem sylaby i nieco podwyższonym tonem. Akcent nie ma cechy relewantnej, to znaczy akcentowanie nie wpływa na znaczenie wyrazu.
W języku fińskim wymowa następuje przy obróbce strumienia powietrza wydychanego z płuc; możliwa jest jednak również wymowa ingresywna („na wdechu”), zwłaszcza w krótkich, jedno- i dwuwyrazowych wypowiedziach, np. Jaa (tak), ihanko totta (doprawdy?) Totta kai (oczywiście) itp.

## Fonologia

### Fonemy
W języku fińskim występuje 37 fonemów: 8 samogłosek, 14 spółgłosek i 18 dwugłosek (dyftongów).

#### Samogłoski

Samogłoski fińskie na czworoboku samogłoskowym

Fiński używa ośmiu samogłosek (podanych w transkrypcji), których rola gramatyczna i słownikowa jest bardzo istotna. Ich wymowa jest ściśle przestrzegana, prawie w ogóle nie zachodzi zjawisko alofonii – przyjmowania różnych odmian w różnych kontekstach fonetycznych. Na diagramie podano ich wartości fonetyczne – w nawiasach transkrypcja IPA, przed nią zapis ortograficzny.
|             | Przednie       | Przednie    | Tylne          | Tylne       |
|             | Niezaokrąglone | Zaokrąglone | Niezaokrąglone | Zaokrąglone |
| Przymknięte | i /i/          | y /y/       |                | u /u/       |
| Średnie     | e /e̞/          | ö /ø̞/       |                | o /o̞/       |
| Otwarte     | ä /æ/          |             | a /ɑ/          |             |

Fińskie samogłoski średnie najczęściej transkrybuje się bez żadnych znaków diakrytycznych (/e, ø, o/). Taki sposób transkrypcji używany jest też w tym artykule.

#### Dyftongi
Ponadto w fińskim występuje 18 różnych dyftongów (dwugłosek). Ich wartość przedstawia tabela:
| Samogł. inicjalna | Zakończone na /i/ | Zakończone na /u/ | Zakończone na /y/ | Otwarcie dyftongu |
| ----------------- | ----------------- | ----------------- | ----------------- | ----------------- |
| /a/               | /ai/              | /au/              |                   |                   |
| /æ/               | /æi/              |                   | /æy/              |                   |
| /o/               | /oi/              | /ou/              |                   |                   |
| /e/               | /ei/              | /eu/              | /ey/              |                   |
| /ø/               | /øi/              |                   | /øy/              |                   |
| /u/               | /ui/              |                   |                   | /uo/              |
| /i/               |                   | /iu/              | /iy/              | /ie/              |
| /y/               | /yi/              |                   |                   | /yø/              |

#### Spółgłoski
W użyciu jest czternaście spółgłosek. Dalsze cztery spółgłoski (w tabeli podano w nawiasach) pojawiają się tylko w zapożyczeniach.
|            | dwuwargowe | wargowo-dziąsłowe | zębowe | dziąsłowe | zadziąsłowe | podniebienne | miękko-podniebienne | gardłowe |
| ---------- | ---------- | ----------------- | ------ | --------- | ----------- | ------------ | ------------------- | -------- |
| zwarte     | p (b)      |                   | t, d   |           |             |              | k (ɡ)               | ʔ        |
| nosowe     | m          |                   | n      |           |             |              | ŋ                   |          |
| drżące     |            |                   |        | r         |             |              |                     |          |
| trące      |            | (f)               |        | s         | (ʃ)         |              |                     | h        |
| boczne     |            |                   |        | l         |             |              |                     |          |
| półotwarte |            | ʋ                 |        |           |             | j            |                     |          |

Jako że fiński dysponuje jedynie 14 fonemami spółgłoskowymi, jest on językiem typu samogłoskowego. W fińskim tekście na 100 samogłosek przypada średnio 96 spółgłosek – dla porównania: w niemieckim 177, a w polskim – 210.
Spółgłoski dźwięczne i bezdźwięczne nie stoją do siebie w opozycji. Dźwięk /d/ jako jedyny rodzimy obstruent dźwięczny pełni szczególną rolę w fińskim systemie fonologicznym. Występuje tylko jako realizacja stopy słabej spółgłoski /t/. Historycznie wywodzi się ze spółgłoski trącej /ð/, zapisywanej dawniej jako d tudzież dh. Ponieważ dźwięk /ð/ zanikł, ostała się pisownia d, którą realizowano w mowie na wzór szwedzki. Dźwięk /d/ nie występuje w żadnym dialekcie fińskim, a jego rdzenne brzmienie albo zanikło, albo przekształciło się w /r/, /l/ albo /j/. Podczas sporów językowych w XIX w. i XX w., dążono do uznania spółgłoski d za niefińską i zamiany jej w każdym przypadku na t. Jednak zwolennicy tej szkoły nie uzyskali poparcia większości.
W tradycyjnych fińskich słowach na początku nie może stać zbitka spółgłoskowa. Starsze zapożyczenia były zatem dopasowywane: pozostawiana była tylko ostatnia spółgłoska ze zbitki.
- koulu (szkoła) ze szwedzkiego skola
- ranta (wybrzeże) ze szwedzkiego strand

W nowych zapożyczeniach zazwyczaj pozostawia się zbitki spółgłoskowe. Wymowa sprawia jednak niektórym Finom trudności i wymawiają oni również tutaj tylko ostatnią spółgłoskę.
- stressi (stres)
- professori (profesor)

Na końcu słowa może stać tylko samogłoska, albo spółgłoski -l, -n, -r, -s i -t. Nowsze zapożyczenia są zazwyczaj tworzone przez dołączenie na końcu -i (np. presidentti – prezydent).
Spółgłoski dźwięczne, które w języku fińskim występują w szczątkowej postaci, w zapożyczeniach bardzo często tracą dźwięczność, co niekoniecznie znajduje odbicie w zapisie.
- banaani – czyt. /'pana:ni/ (banan)

### Podział słowa na sylaby
Przyjęty w języku fińskim podział na sylaby różni się subtelnie od przyjętego w języku polskim, co jest o tyle istotne, że reguły pewnych ważnych zjawisk fonetycznych i gramatycznych występujących w języku fińskim, wyrażone są poprzez odniesienie do liczby lub cech sylab.
W języku fińskim przy podziale na sylaby analizuje się słowo litera po literze od początku do końca i przyjmuje się, że granica pomiędzy sąsiednimi sylabami przebiega przed daną głoską, gdy spełnia ona jedno z trzech następujących kryteriów:
- jest spółgłoską występującą po samogłosce i przed samogłoską (otoczoną przez samogłoski), lub
- jest spółgłoską występującą po spółgłosce i przed samogłoską, lub
- jest samogłoską występującą po samogłosce, z którą nie tworzy ani samogłoski długiej ani dyftongu

Przykłady podziału wyrazów na sylaby: mies (mężczyzna) → mies (sł. jednosylabowe), poika (chłopiec) → poi-ka, tyttö (dziewczynka) → tyt-tö, penkki (ławka) → penk-ki, liikenteeseen (w ruch [uliczny]) → lii-ken-tee-seen, musiikki (muzyka) → mu-siik-ki, musiikkia (muzyka [przyp. partitiivi]) → mu-siik-ki-a, musiikkien ([tych] muzyk) → mu-siik-kien, musiikissa (w muzyce) → mu-sii-kis-sa, haluaisin (chciałbym) → ha-lu-ai-sin itd.

### Harmonia samogłoskowa

System fińskiej harmonii wokalicznej: na niebieskim tle samogłoski przednie, żółtym – tylne, zielonym – neutralne

Do głównych prawideł fińskiej fonologii należy harmonia samogłosek (fin. vokaalisointu). Samogłoski ze względu na miejsce artykulacji dzielą się na przednie ä, ö, y, e, i oraz tylne a, o, u. Samogłoski przednie e oraz i wyróżnia się jako neutralne, co oznacza, że w jednym słowie mogą występować zarówno z innymi samogłoskami przednimi, jak i z samogłoskami tylnymi. Pozostałe samogłoski przednie ä, ö oraz y nie mogą występować w słowie razem z tylnymi (wyjątkami są pewne zapożyczenia, patrz niżej). Przy tym jeżeli słowo jest słowem złożonym, to harmonia obowiązuje tylko w granicach członu, np. isänmaa (ojczyzna)
Końcówki i liczne w języku fińskim sufiksy, zawierające samogłoski inne niż e oraz i, występują zatem zawsze w dwóch wariantach, co umożliwia dopasowywanie ich do samogłosek występujących w słowie. Na przykład końcówka przypadka inessiivi posiada warianty -ssa oraz -ssä, por.:
- talo (dom) – talossa (w domu)
- metsä (las) – metsässä (w lesie)

Gdy rdzeń słowa zawiera jedynie samogłoski neutralne, tj. e i/lub i, dołącza się końcówkę z samogłoskami przednimi:
- tie (droga) – tiellä (na drodze)

Z powyższej reguły wyłamują się formy partitiivi dla rzeczowników meri (morze) → meressä (w morzu), ale merta (morze part.) oraz veri (krew) → veressä (we krwi), ale verta (krew part.).
W wyrazach złożonych wariant końcówki dopasowywany jest do samogłosek w ostatnim członie wyrazu:
- Pohjanmeri (Morze Północne) – Pohjanmeressä (w Morzu Północnym)

Obce słowa zawierają czasem samogłoski zarówno przednie, jak i tylne. W niestarannej wymowie zamienia się często przednie samogłoski na odpowiadające im tylne. Na przykład Olympia przez większość mówców jest wymawiana jak /'olumpia/. Dobór końcówek dla takich słów jest dowolny, obie formy funkcjonują na zasadzie oboczności.

### Wymiana stóp
Spółgłoski k, p i t ulegają podczas odmiany słowa przez przypadki lub osoby procesowi wymiany stóp (fin. astevaihtelu), w wyniku którego mogą występować w stopie „słabej” lub „mocnej”.
Proces wymiany stóp dotyczy jedynie:
- spółgłosek krótkich k, p i t należących do ostatniej sylaby rdzenia wyrazu w rdzeniach dwu- i więcej sylabowych
- spółgłosek długich kk, pp i tt, przez środek których przebiega granica pomiędzy ostatnią i przedostatnią sylabą rdzenia wyrazu
- spółgłosek krótkich k, p i t oraz długich kk, pp i tt należących do końcówek dołączonych wcześniej do rdzenia

Wyróżnia się dwie klasy słów podlegających wymianie stóp: słowa podlegające wymianie stóp prostej (fin. suora astevaihtelu) oraz słowa podlegające wymianie stóp odwrotnej (fin. käänteinen astevaihtelu). W przypadku wymiany prostej formy podstawowe wyrazów (tj. 1. bezokolicznik dla czasowników oraz forma mianownika dla słów z grupy rzeczownika) występują w stopie mocnej, a znaczna część form odmienionych występuje w stopie słabej. W przypadku wymiany odwrotnej to forma podstawowa występuje w stopie słabej, a zdecydowana większość form odmienionych w stopie mocnej.
Pod względem morfologicznym istnieją dwa warianty wymiany stóp – wymiana ilościowa oraz wymiana jakościowa. Przy wymianie ilościowej w stopie mocnej występuje geminata (podwójna spółgłoska, tj. kk, pp lub tt) lub zbitka spółgłosek kończąca się taką geminatą, a w stopie słabej zachodzi redukcja geminaty do pojedynczej spółgłoski, np. pankki (bank) → pankit (banki), oppia (uczyć się) → opin (uczę się) czy katto (dach) → katot (dachy); przykładem odwrotnej wymiany ilościowej jest np. hake (wiór) → hakkeet (wióry). W wypadku drugiego wariantu – wymiany jakościowej – w stopie mocnej występuje pojedyncza spółgłoska (k, p, t) lub zbitka spółgłosek kończąca się taką spółgłoską, a w stopie słabej spółgłoska ta ulega zamianie na inną, ulega asymilacji lub znika, np. reikä (dziura) → reiät (dziury), rapu (rak) → ravut (raki) czy paita (koszula) → paidat (koszule); przykładem odwrotnej wymiany jakościowej jest np. maata (leżeć) → makaan (leżę). Ten wariant wymiany stóp nie jest już produktywny, to znaczy nie dotyczy słów nowo powstałych, por.: katu (ulica) → kadut (ulice), ale auto (samochód) → autot (samochody).
W zestawieniu z niektórymi innymi spółgłoskami, spółgłoski k, p i t podlegają wymianie stóp w sposób nietypowy lub nie podlegają jej wcale.
Ogólna zasada wyboru stopy opiera się na uwarunkowaniach fonetycznych. Kiedy sylaba jest otwarta, czyli kończy się samogłoską, tak jak na przykład druga sylaba słowa katu (ulica), wtedy używa się stopy mocnej. Przy sylabie zamkniętej, czyli kończącej się spółgłoską, spółgłoska poprzedzająca końcową spółgłoskę sylaby występuje w stopie słabej, np. kadut (ulice).
Z powodu zmian historycznych i ewolucji języka mówionego w procesie wymiany stóp występują odstępstwa od powyższej reguły ogólnej.

### Przemiany samogłosek
Różne często używane końcówki i wrostki, które zaczynają się głoską i, powodują przemianę samogłosek, do których zostają doczepione (dotyczy rdzeni kończących się samogłoską). Proces ten dotyczy najczęściej:
- wrostka liczby mnogiej (poza mianownikiem l.mn.) -i-
- końcówek stopnia najwyższego przymiotników -in oraz przysłówków -immin
- wrostka czasu przeszłego imperfekt -i-
- wrostka trybu przypuszczającego -isi-

W większości przypadków dana samogłoska poprzedzająca przekształca się w identyczny sposób niezależnie od tego, jaka końcówka lub wrostek wywołała przemianę. W niektórych przypadkach występują jednak różnice. Przykłady przemian tego typu to np. skrócenie samogłoski długiej jak w saan (mogę) → sain (mogłem), skrócenie dyftongu jak w suo (bagno) → soissa (w bagnach), przemiana samogłoski w inną jak w omena (jabłko) → omenoiden (jabłek), czy też zniknięcie samogłoski jak w vanha (stary) → vanhin (najstarszy).

### Sandhi
Fińskie sandhi jest nadzwyczaj częste, pojawia się między wieloma wyrazami i morfemami, zarówno w ustandaryzowanym języku ogólnym, jak i w codziennym języku obiegowym. Najczęściej nie jest zapisywane, występuje prawie wyłącznie w transkrypcji dialektów. Można wyróżnić dwa rodzaje sandhi: prostą asymilację z uwzględnieniem miejsca artykulacji (np. np – mp). Druga to geminacja spółgłoski inicjalnej na granicy morfemów.
- n + k → ŋk, welaryzacja wywołana przez k, np. sen kanssa /seŋ kɑnssɑ/
- n + p → mp, labializacja wywołana przez p np. menenpä /menempæ/
- V + V → VʔV, dysymilacja sekwencji samogłosek – w przeciwieństwie do dyftongizacji – przez dodanie zwarcia krtaniowego, np. kuorma-auto /kuormɑʔɑuto/ (nieobowiązkowa)

Geminacja (podwojenie) spółgłoski otwierającej morfem (fin, loppukahdennus) występuje, gdy poprzedzający morfem jest zakończony samogłoską i należy do jednej z następujących klas morfologicznych:
- rzeczowniki zakończone na -e (oprócz kilku wyrazów zapożyczonych)
- przypadków zakończonych na -e: allativus -lle, występujący tylko w skostniałych zwrotach sublativus – nne (jak w tänne) i prolativus -tse (jak w meritse)
- pierwszy bezokolicznik (forma słownikowa)
- tryb rozkazujący 2 osoby liczby pojedynczej i jego przeczenie, jak również forma przeczące czasu teraźniejszego
- przeczenie w trybie rozkazującym trzeciej osoby liczby pojedynczej i wszystkich osób liczby mnogiej: älkää tehkökään sitä (nie rób tego) [tehkøkːæːn]
- niektóre słowa jak kai (chyba) czy tai (lub)

Podwojenie może pojawić się między morfemami pojedynczego słowa, jak np. w /minulle/ + /kin/ → /minullekkin/ (zapisywane minullekin), jak też między częściami słów złożonych: /perhe/ + /pɑlɑʋeri/ → /perheppɑlɑʋeri/ (spotkanie rodzinne) oraz między całymi wyrazami: /tule/ + /tænne/ → /tulettænne/ (chodź tu!)
Reguły te obowiązują w standardowym języku fińskim, choć w niektórych południowo-zachodnich dialektach zjawisko sandhi nie występuje.

## Gramatyka
Język fiński jest językiem aglutynacyjnym, czyli opartym na niezależnych przyrostkach (sufiksach, końcówkach) dołączanych jeden za drugim do rdzenia wyrazu. W ten sposób realizowana jest zawartość treściowa, która w językach indoeuropejskich często oddawana jest analitycznie przy użyciu oddzielnych słów.
Jedno słowo można poszerzyć o kilka sufiksów, poszerzając lub zmieniając jego znaczenie. Za przykład niech posłuży powstałe ze słowa talo (dom) słowo taloissanikinko (czy też w moich domach?). Poniżej wyszczególniono kolejne sufiksy, które się na to długie słowo złożyły. Każda z form pośrednich jest również poprawna i ma swoje znaczenie:
- talo – dom (rdzeń wyrazu)
- talossa – w domu (dodany sufiks przypadka inessiivi -ssa o znaczeniu „w [wewnątrz]”)
- taloissa – w domach (dodany sufiks liczby mnogiej -i-, który pojawia się przed końcówką przypadka – jest więc de facto wrostkiem)
- taloissani – w moich domach (dodany sufiks dzierżawczy -ni oznaczający „mój”)
- taloissanikin – w moich domach też (dodany sufiks -kin oznaczający „też”)
- taloissanikinko – czy też w moich domach? (dodany sufiks pytający -ko, zbliżony do staropolskiego -li?)

W przeciwieństwie do języków fleksyjnych, np. j. polskiego czy łaciny, sufiksy są zazwyczaj jednoznaczne, co oznacza, że jeden sufiks pełni tylko jedną funkcję i zwrotnie – jedna funkcja oddawana jest za pomocą tylko jednego sufiksu. Na przykład -i- w wyrazie taloissa (w domach) oznacza liczbę mnogą, a -ssa jest końcówką przypisaną przypadkowi inessiivi. Dla porównania w języku polskim końcówka -y może być cechą liczby mnogiej (Niemcy) lub też cechą dopełniacza lub celownika liczby pojedynczej (pracy), a z kolei dopełniacz liczby pojedynczej ma kilka różnych końcówek, nawet w ramach jednego rodzaju, np. dla rodzaju męskiego: -a, -u, -i lub -y (por. kubka, sosu, kolegi, poety). Od fińskiej jednoznaczności są jednak też pewne wyjątki, na przykład oddanie mianownika i biernika liczby mnogiej przez sufiks -t z pominięciem występującego w pozostałych przypadkach wrostka liczby mnogiej -i.

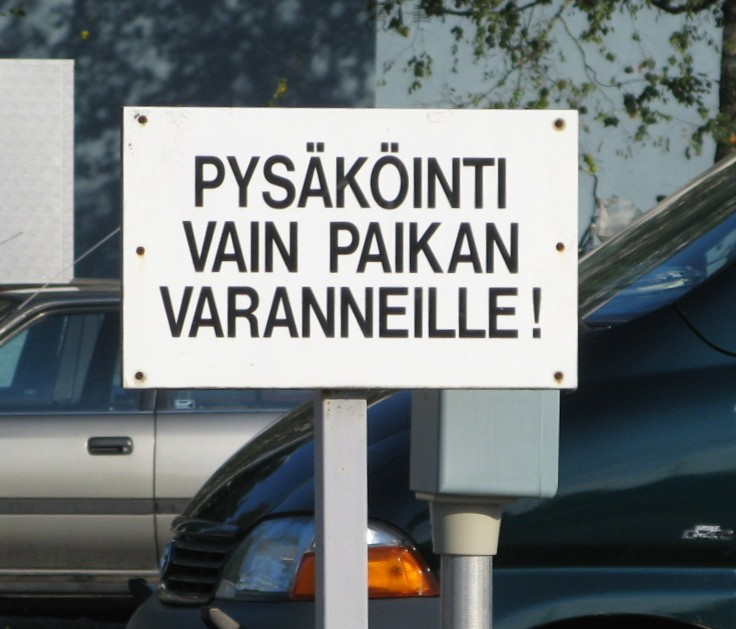
Przykład użycia konstrukcji równoważnikowej

Syntetyczne podejście cechuje również fińską składnię – w miejsce zdań podrzędnych często występują zwarte struktury równoważnikowe (tzw. lauseenvastikkeet – równoważniki zdania), konstruowane przy pomocy imiesłowów bądź bezokoliczników. Przykładowo, komunikat widniejący na zdjęciu zamieszczonym obok oznacza parkowanie tylko dla tych, którzy zarezerwowali miejsce i jest wyrażony równoważnikiem zdania, bez użycia zdania podrzędnego. Podkreślony fragment został oddany jednym słowem varanneille – formą imiesłowu przeszłego czynnego od czasownika varata (rezerwować).
Pod względem typologicznym język fiński jest jednak dość bliski językom indoeuropejskim. Zdania wyrażone równoważnikami mogą zostać zastąpione przez zdania podrzędne przydawkowe. W przeciwieństwie do innego języka ugrofińskiego – węgierskiego, jak również większości innych języków aglutynacyjnych, przymiotnik w funkcji przydawki przyjmuje końcówkę określanego rzeczownika – por. węgierskie nagy ház (duży dom) – nagy házakban (w dużych domach) z fińskim iso talo – isoissa taloissa. Również szyk wyrazów w zdaniu przypomina występujący w większości języków indoeuropejskich schemat SVO – podmiot – orzeczenie – dopełnienie, a nie podmiot – dopełnienie – orzeczenie, który z reguły spotyka się w językach aglutynacyjnych. Język fiński nie jest więc idealnym przykładem języka aglutynacyjnego w czystej formie.

### Grupa rzeczownika

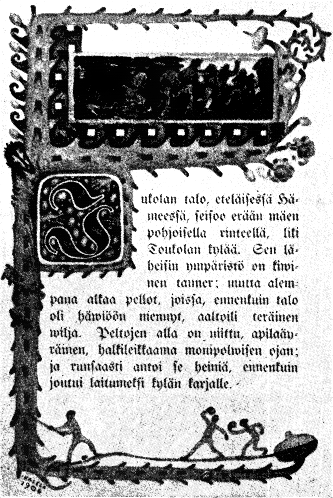
Pierwsza strona pierwszej fińskiej powieści Aleksis Kivi – Siedmiu braci

Do grupy tej należą: rzeczowniki, przymiotniki, zaimki i liczebniki. Końcówki przypadków są jednakowe dla całej grupy rzeczownika. Podział na poszczególne paradygmaty odmiany przebiega według zmian zachodzących w rdzeniu wyrazu.
W języku fińskim nie występuje przedimek ani rodzajnik. Nie występuje również zjawisko rodzaju gramatycznego. Nawet w zaimkach w trzeciej osobie liczby pojedynczej nie rozróżnia się rodzaju – hän oznacza zarówno on, jak i ona.
Wyrazy z grupy rzeczownika podlegają odmianie przez przypadki. Podstawowych przypadków wyróżnia się zazwyczaj 15, przy czym można je podzielić na pewne grupy:
- przypadki gramatyczne (4 przypadki), służące przede wszystkim do oddawania roli wyrazów w zdaniu, np. w celu odróżnieniu podmiotu od dopełnienia zdania; w języku polskim odpowiadają im przede wszystkim polskie przypadki mianownik, dopełniacz i biernik: nominatiivi – talo (dom), genetiivi – talon (domu [czego?]), akkusatiivi – talo/talon (dom [biernik]) oraz partitiivi – taloa (dom [cząstkowy])
- przypadki lokalizacji wewnętrznej (3 przypadki), służące do określania lokalizacji przedmiotu wewnątrz innego obszaru oraz do wyrażania ruchu do i z tego obszaru; w języku polskim wyrażenia takie konstruowane są przy użyciu przyimków, najczęściej „w”, „do” i „z”: inessiivi – talossa (w domu), elatiivi – talosta (z [wnętrza] domu) oraz illatiivi – taloon (do domu)
- przypadki lokalizacji zewnętrznej (3 przypadki), służące do określania lokalizacji przedmiotu na powierzchni innego przedmiotu lub w jego bezpośrednim pobliżu oraz do wyrażania ruchu na tę powierzchnię i z tej powierzchni; w języku polskim wyrażenia takie konstruowane są również przy użyciu przyimków, najczęściej z użyciem „na” i „z”: adessiivi – talolla (na domu), ablatiivi – talolta (z [powierzchni] domu) oraz allatiivi – talolle (na dom)
- przypadki abstrakcyjne (2 przypadki), służące do określania stanu, roli lub funkcji przedmiotu lub ich zmiany; w języku polskim ten sam sens wyraża się również przez przyimki, np. „jako” czy „w co [się zmienić]”: essiivi – talona (jako dom/w roli domu) oraz translatiivi – taloksi (w dom [zmieniać się])
- przypadki marginalne (3 przypadki), które występują najrzadziej i głównie w utartych wyrażeniach, a wyrażać mogą sens taki jak np. bycie czegoś pozbawionym czy sposób wykonania czynności: abessiivi – talotta (bez domu), instruktiivi – taloin (domem) oraz komitatiivi – taloineen (z [jego] domem)

Do tego niektóre opracowania gramatyki wprowadzają pojęcie tzw. przypadków przysłówkowych, których jest 12. Ich formy występują stosunkowo często (zazwyczaj w roli przysłówków), ale tylko dla stosunkowo niewielkiej liczby wyrazów. Nie jest przyjęte odmienianie przez nie wyrazów zupełnie dowolnych. W innych ujęciach gramatyki j. fińskiego formy te klasyfikowane są jako przysłówki pochodne.

#### Przymiotniki
Przymiotniki w języku fińskim odmieniają się przez przypadki podobnie jak rzeczowniki.
Przydawka przymiotnikowa stoi zawsze przed wyrazem określanym (wyjątki spotyka się w poezji) i ma uwspólnioną formę gramatyczną (liczbę i przypadek) – występuje kongruencja, podobnie jak w języku polskim. Nie ma różnicy między przymiotnikiem w funkcji orzecznika i przydawki.
- punainen kukka (czerwony kwiat) → punaisessa kukassa (w czerwonym kwiecie)
- pitkä mies (wysoki mężczyzna) → pitkälle miehelle (wysokiemu mężczyźnie)

Przymiotniki podlegają stopniowaniu w stopniu wyższym oraz najwyższym, np. nopea (szybki), nopeampi (szybszy), nopein (najszybszy). Formy przymiotników w stopniach wyższych są również odmienne przez przypadki.

#### Zaimki
W języku fińskim występują następujące zaimki:
- osobowe: minä (ja), sinä (ty), hän (on/ona/ono), me (my), te (wy), he (oni/one)
- wskazujące: tämä (to), tuo (tamto), se (to), nämä (te), nuo (tamte), ne (te); fińskich zaimków wskazujących nie da się łatwo przyrównać do ich polskich odpowiedników, ponieważ istnieją 3 klasy relacji względem autora wypowiedzi – tämä/nämä dot. strefy bliskiej, tuo/nuo dot. strefy odległej, a se/ne, dot. głównie strefy wyobraźni i abstrakcji
- pytające (pytajne): kuka? (kto?), mikä? (co? lub który?), kumpi? (który spośród dwóch?), miten? (jak?), kuinka? (jak?), milloin? (kiedy?), koska? (kiedy?), miksi? (dlaczego?), millainen? (jaki?) oraz minkälainen? (jakiego rodzaju?); formy takie jak missä? (gdzie?) czy mista? (skąd?) są formami odmienionymi zaimka mikä?
- zaimek zwrotny: itse (się)
- zaimek wzajemny: toinen (się wzajemnie)
- zaimki względne: joka lub mikä (który)
- zaimki nieokreślone, których jest około dwudziestu; najważniejsze z nich to joku (ktoś) oraz jokin (coś)

Większość zaimków jest odmienna i odmienia się jak rzeczowniki, choć często nieregularnie.
W odróżnieniu od języka polskiego, w języku fińskim nie istnieją zaimki dzierżawcze. Zamiast nich używa się zawsze form innych zaimków (zazwyczaj osobowych, wskazujących, względnych, lub pytających) w przypadku genetiivi (dopełniaczu). Ponieważ zaimek taki jest już odmieniony, to siłą rzeczy jego form nie uzgadnia się z formą rzeczownika w pozostałych przypadkach, por. polskie „mój dom” / „w moim domu” i fińskie minun taloni / minun talossani (w j. fińskim forma nie ulega zmianie).

#### Sufiksy dzierżawcze
W przeciwieństwie do języków indoeuropejskich, w tym również języka polskiego, relacje posiadania nie są wyrażane wyłącznie przez przymiotniki bądź zaimki (mój, twój itp.), ale również przez odpowiednie sufiksy mające wartość dzierżawczą (wyrażające relację posiadania), np. kirja to „książka” natomiast kirjani to „moja książka”, kirjasi to „twoja książka” itd.

#### Liczebnik

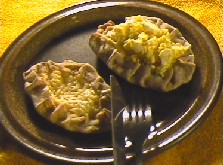
Dwa pierogi karelskie (specjalność kuchni fińskiej) – kaksi karjalanpiirakkaa – to dalej liczba pojedyncza

Budowa fińskich liczebników głównych opiera się zasadniczo na nazwach liczb naturalnych z przedziału 1-10: yksi (1), kaksi (2), kolme (3), neljä (4), viisi (5), kuusi (6), seitsemän (7), kahdeksan (8), yhdeksän (9) i kymmenen (10). Rząd dziesiątek tworzy się przez dodanie -kymmentä, tak więc kaksikymmentä to „dwie dziesiątki”, czyli dwadzieścia. Większe liczby tworzy się dodając na końcu liczbę jednostek: kaksikymmentäyksi – dwadzieścia jeden. Podobnie postępuje się przy wyższych rzędach – setkach (sata), tysiącach (tuhat) itd.
Liczby z przedziału od 11 do 19 odstają nieco od powyższego systemu i tworzy się je przy pomocy sufiksu -toista, zatem np. kolmetoista dla trzynastu, kahdeksantoista dla osiemnastu. Dosłownie tłumacząc oznacza to „trzeci z drugiego”, czyli trzeci element drugiej dziesiątki. System ten służył dawniej do rozszerzania kolejnych dziesiątek o pozycje jednostkowe, tak więc 35 czytane było viisineljättä – piąty z czwartego (rzędu). Ten sposób liczenia zniknął z dzisiejszego języka, znajduje się go jeszcze w starszych tekstach, np. w numeracji rozdziałów w Kalevali. Na podobnej zasadzie zbudowane jest słowo puolitoista (półtora) – „pół z drugiego”.
Do osobliwości fińskiego liczebnika należy zaliczyć kongruencję przypadka, gdy liczebnik występuje w funkcji przydawki – kolmesta talosta – „z trzech domów” (to dość rzadkie zjawisko występuje m.in. w jęz. polskim). W wypadku liczebników złożonych uwspólnienie dotyczy wszystkich elementów:
- 234 domy: kaksisataakolmekymmentäneljä taloa
- z 234 domów: kahdestasadastakolmestakymmenestäneljästä talosta

Liczebniki o wartości powyżej dwóch, występujące w mianowniku oraz bierniku wymagają użycia partitiwu liczby pojedynczej dla rzeczowników policzalnych: yksi auto – jeden samochód, kaksi autoa – dwa samochody. W innych wypadkach liczebnik i wyraz określany występują w tej samej liczbie i przypadku, a rzeczownik zawsze w liczbie pojedynczej: kahdessa autossa (w dwóch autach).
Do tego w języku fińskim występują liczebniki porządkowe, np. kolmas (trzeci), ułamkowe, np. kolmannes (jedna trzecia), a także rzeczowniki oznaczające poszczególne cyfry, np. kolmonen (trójka). Wszystkie te formy są również odmienne przez przypadki, również w liczbie mnogiej.

### Czasowniki
Obok rzeczownika czasownik jest najbardziej produktywną i nośną znaczeniowo częścią mowy. Czasownik fiński może występować w czterech czasach: teraźniejszym, przeszłym narratywnym (imperfekt), przeszłym perfekt oraz zaprzeszłym, a także czterech trybach: orzekającym, rozkazującym, przypuszczającym i potencjalnym.
W języku fińskim nie występuje podział na czasowniki dokonane i niedokonane. Wszystkie mogą występować w obydwu znaczeniach, niezależnie od formy gramatycznej. Różnica pomiędzy wypowiedziami o znaczeniu dokonanym i niedokonanym wynika albo z formy dopełnienia albo z kontekstu.
Zamiast podziału na czasowniki dokonane i niedokonane występują jednak w języku fińskim inne ważne podziały. O czasowniku można powiedzieć:
- że ma sens zwrotny/automatyczny lub nie
- że ma sens sprawczy lub nie
- że ma sens ciągły/wielokrotny lub nie
- że ma sens chwilowy lub nie

Dobrym przykładem takiej grupy czasowników o podobnym znaczeniu jest na przykład grupa: palata (wracać [czasownik nieprzechodni]), palautua (wracać pod wpływem czegoś [czasownik nieprzechodni, sens automatyczny]), palauttaa (zwracać coś/sprawiać, że coś/ktoś wraca [czasownik przechodni, sens sprawczy]), palailla (wracać „wielokrotnie” [czasownik nieprzechodni, sens wielokrotny]), palautella (zwracać coś/sprawiać, że wraca „wielokrotnie” [czasownik przechodni, sens sprawczy i wielokrotny]), por. np.: Helmi palaa kotiin (Helmi wraca do domu), pallo palautuu keskikentälle (piłka wraca (się) na środek pola [nie z własnej woli, tylko w wyniku działań piłkarzy]), Helmi palauttaa pallon keskikentälle (Helmi zwraca piłkę [sprawia, że piłka wraca] na środek pola), oppilaat palailevat kesälomilta (uczniowie powracają z wakacji [wielu uczniów osobno, por. polskie cz. przeszły „uczniowie powracali z wakacji”]), Helmi palautelee pallon keskikentälle (Helmi [ciągle/wielokrotnie] zwraca piłkę [sprawia, że piłka wraca] na środek pola).
Podobieństwo do występującego w języku polskim podziału na czasowniki dokonane i niedokonane polega tu na tym, że różne takie formy nie są uznawane za formy gramatyczne jednego czasownika, tylko za osobne czasowniki o zbliżonym znaczeniu.
Formy osobowe czasowników ulegają odmianie przez liczbę oraz osoby, podobnie jak w języku polskim.
Wśród form bezosobowych czasownika wyróżnia się pięć bezokoliczników (z których niektóre wyrażane są w języku polskim imiesłowami przysłówkowymi). W słownikach wymieniane są formy 1. bezokolicznika czasownika. Formy niektórych bezokoliczników przyjmują końcówki niektórych przypadków i/lub sufiks dzierżawczy, co powoduje iż każdy czasownik ma w sumie ponad 20 form morfologicznych związanych z bezokolicznikami. Bezokoliczniki służą między innymi do konstruowania różnorakich specyficznych konstrukcji, np. minun tulessani (kiedy przychodzę), olin kaatua (prawie się przewróciłem), menin syömään (poszedłem jeść), juoksin pysähtymättä (biegłem nie zatrzymując się) czy aurinko on laskemaisillaan (słońce ma się ku zachodowi).
Wyróżnia się też sześć imiesłowów. Wszystkie imiesłowy są odmienne przez przypadki podobnie jak przymiotniki, część podlega też stopniowaniu, a do tego od większości z nich można w sposób regularny tworzyć przysłówki. Również z imiesłowami tworzy się wiele specyficznych konstrukcji, tj. minun tultuani (po moim przyjściu), olen näkyvillä (jestem na widoku) czy olen lukevinani (udaję, że czytam).
Strona bierna w języku fińskim jest bardzo specyficzna i różni się istotnie od strony biernej w językach indoeuropejskich. Jej formy wyrażają czynności wykonane przez „jakieś nieokreślone osoby”, jednak ich zastosowanie jest w zasadzie takie samo, jak zastosowanie form strony czynnej. Jedyna różnica polega na tym, że sprawca nie jest znany, lub nie jest istotny dla danego przekazu i jego tożsamość (w tym liczba sprawców) pozostają nieokreślone, np. varastettiin auto (skradziono samochód [zrobiły to jakieś nieokreślone osoby]).

#### Przeczenie
Przeczenia dokonuje się przy użyciu specjalnego, odmiennego czasownika przeczącego ei oraz nieodmienianego rdzenia czasownika w formie odpowiedniej dla danego czasu i trybu.
- (minä) en puhu (nie mówię)
- (sinä) et puhu (nie mówisz)
- hän ei puhu (on/ona nie mówi)
- (me) emme puhu (nie mówimy)
- (te) ette puhu (nie mówicie)
- he eivät puhu (nie mówią)

Zaprzeczenie w czasie przeszłym imperfekt odbywa się przez połączenie formy osobowej czasownika przeczącego i imiesłowu czynnego przeszłego pochodzącego od danego czasownika.
- puhuin (mówiłem), puhuimme (mówiliśmy) – en puhunut (nie mówiłem), emme puhuneet (nie mówiliśmy) itd.

Zaprzeczenie w czasach złożonych perfekt i zaprzeszłym odbywa się przez zaprzeczenie czasownika posiłkowego olla.
- olen puhunut (powiedziałem), olemme puhuneet (powiedzieliśmy) – en ole puhunut (nie powiedziałem), emme ole puhuneet (nie powiedzieliśmy) itd.
- olin puhunut (mówiłem był), olimme puhuneet (mówiliśmy byli) – en ollut puhunut (nie mówiłem był), emme olleet puhuneet (nie mówiliśmy byli) itd.

Podobnie tworzy się zaprzeczenia w pozostałych trybach poza trybem rozkazującym.
Do utworzenia formy przeczącej trybu rozkazującego używa się specjalnej formy rozkazującej czasownika przeczącego älä (w liczbie pojedynczej) oraz älkää (w liczbie mnogiej).
- puhu! (mów!), puhukaa! (mówcie!) – älä puhu! (nie mów!), älkää puhuko! (nie mówcie!)

#### Mieć
W języku fińskim czasownik „mieć” nie istnieje. Aby oddać relację posiadania używa się konstrukcji, w skład której wchodzi 3 osoba liczby pojedynczej czasownika olla (być) i osoba posiadacza w postaci zaimka osobowego lub rzeczownika w przypadku adessivus. Nie jest to cecha specyficzna dla języka, porównaj rosyjską konstrukcję у мeня есть lub łaciński dativus posessivus.
- Minulla on auto (Mam samochód; dosłownie: „Na mnie jest samochód”)
- Karilla on monta ystävää (Kari ma wielu przyjaciół)

### Przysłówki
Przysłówki w języku fińskim można podzielić na samodzielne oraz powstające produktywnie przez odmianę przymiotników i imiesłowów. Dla wielu przysłówków, w tym dla wszystkich drugiego typu, występuje zjawisko stopniowania w stopniu wyższym i najwyższym, np. nopeasti (szybko), nopeammin (szybciej), nopeimmin (najszybciej).
W zdaniu przysłówek występuje najczęściej z czasownikiem, w roli okolicznika, np. auto ajaa nopeasti (samochód jedzie szybko) lub auto on lähellä (samochód jest blisko).
W odróżnieniu od języka polskiego fińskie przysłówki często występują również z rzeczownikami w funkcji przydawki lub dopełniania, w sytuacjach w których w j. polskim występują wyrażenia przyimkowe. Przyimki (oraz poimki) w języku fińskim istnieją nie tyle jako części mowy („w”, „na”, „z” czy „obok”), ile jako jedna z możliwych ról przysłówka, np. auto pysähtyi kylän keskelle (samochód zatrzymał się w środku wsi). Jest to oczywiście do pewnego stopnia jedynie kwestia przyjętej klasyfikacji, jednak wiele form morfologicznych przysłówków może występować w obydwu rolach, zarówno jako okolicznik, jak i w wyrażeniu przyimkowym/poimkowym w roli przydawki.

### Składnia
W języku fińskim, podobnie jak w języku polskim, występują zdania proste i złożone, a wśród zdań złożonych wyróżnia się zdania złożone podrzędnie oraz współrzędnie. Do rozdzielania zdań używa się spójników, których jest około trzydziestu. Występują też równoważniki zdania podrzędnego, w których zdanie podrzędne zostaje zastąpione konstrukcją z użyciem imiesłowu lub bezokolicznika.
Przeważającym szykiem zdania fińskiego jest podmiot – orzeczenie – dopełnienie, co w językoznawstwie określa się jako język SVO (ang. subject – verb – object). Podmiot i dopełnienie zwykle przyjmują w zdaniu różne przypadki, przez co ich rozróżnienie jest możliwe, a dzięki temu szyk może z reguły zostać zmieniony. Zmiana szyku często służy do wyrażania subtelniejszych aspektów przekazu. W wątpliwych wypadkach znaczenie zdania oddaje akcent zdaniowy i intonacja. Nowe informacje pojawiają się zwykle na końcu zdania.
Kategoria podmiotu i dopełnienia nie są tak wyraźne jak w językach indoeuropejskich zwłaszcza językach pozycyjnych, jego sytuacja przypomina trochę pozycję podmiotu w języku polskim. Podmiot może stać w mianowniku lub w partitivie, rzadko w casus obliqui. Występują też zdania z podmiotem domyślnym oraz bezpodmiotowe.
W zdaniach oznaczających przymus lub konieczność fiński odpowiednik polskiego podmiotu wyrażony jest dopełniaczem i zwany jest „przysłówkiem celownikowym” jako że funkcyjnie i semantycznie odpowiada celownikowi. Zdania bezosobowe, wyrażane w języku polskim bezpodmiotowo (por. ang. it is raining, franc. il pleut), w języku fińskim są bezpodmiotowe.
Dopełnienie bliższe występuje w bierniku bądź w partitivie. Gdy zdanie ma formę przeczącą, dopełnienie występuje w partitivie. Niektóre czasowniki rządzą innymi przypadkami zarówno w zdaniach twierdzących, jak i przeczących. Dobór przypadku dopełnienia może też wskazywać na dodatkowe okoliczności, tj. ilość desygnatu (określoną lub nieokreśloną, niepoliczalną) czy różnicę aspektu.
Poprzez zmianę szyku zdania możliwe jest formowanie informacji w sposób bardziej konkretny oraz kładzenie nacisku na jej poszczególne części składowe. Szykiem neutralnym jest w zdaniach twierdzących szyk podmiot – orzeczenie – dopełnienie lub dopełnienie – orzeczenie – podmiot, to znaczy taki, w którym orzeczenie znajduje się pośrodku. Na początku stawia się wyraz lepiej określony. W przypadku potrzeby położenia nacisku na którąś część zdania, czasownik ulega wyprowadzeniu z pozycji pomiędzy podmiotem a dopełnieniem, a wyraz akcentowany odsuwa się od niego jak najdalej.
W pytaniach o rozstrzygnięcie, wyraz o który zadawane jest pytanie, stoi na początku zdania, wzmocniony enklityką -ko/-kö. W pytaniach wymagających odpowiedzi opisowych używa się zaimków pytających, do których nie dodaje się enklityki pytającej. Pytania mogą również przyjmować formę omowną bądź ukrytą (eliptyczną).
Równoważniki zdania podrzędnego są zwartymi konstrukcjami bezokolicznikowymi lub imiesłowowymi, zastępującymi zdanie podrzędne. Formy bezokolicznika podlegają wtedy odmianie i wyrażają relacje czasowe, sposobu lub też celowe. Podmiot zdania podrzędnego występuje w bierniku lub też może przyjmować sufiks dzierżawczy.
W języku fińskim często spotykane są też enklityki, które istotnie modyfikują sens zdania. Zalicza się do nich między innymi enklitykę -ko|-kö, służącą do konstruowania pytań, enklitykę -kä|-kä stanowiącą znacznik koniunkcji logicznej (w określonych przypadkach zastępuje spójnik ja (i)), a także szereg enklityk wyrażających różne nastawienia emocjonalne autora wypowiedzi do prezentowanej treści.

## Słownictwo

### Słowotwórstwo

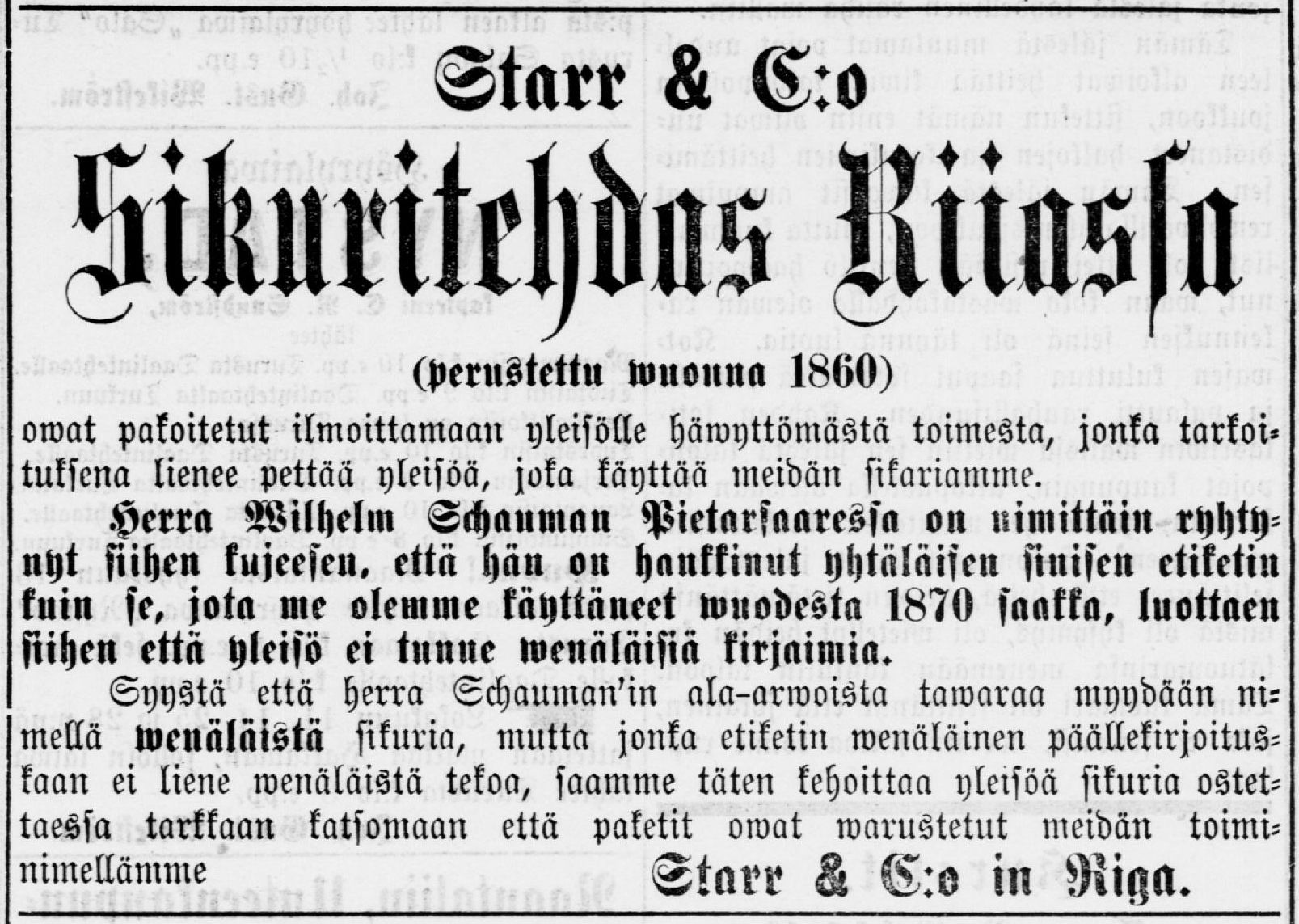
Reklama cykorii w fińskiej gazecie, 1886

Język fiński odznacza się złożonym systemem słowotwórczym, w którym z jednego rdzenia tworzone są zupełnie nowe pojęcia. System ten jest bliższy językom słowiańskim niż np. germańskim czy romańskim. Przykładowo z jednego rdzenia kirja (książka) pochodzą następujące słowa: kirja (książka), kirjain (litera), kirjaimisto (alfabet), kirje (list), kirjasto (biblioteka), kirjailija (pisarz), kirjallisuus (literatura), kirjoittaa (pisać), kirjoittaja (autor), kirjoitus (pismo), kirjallinen (pisemny), kirjata (spisać), kirjasin (list, font, czcionka), kirjaamo (rejestr), kirjoitin (drukarka) i kirjuri (pisarz, urzędnik).
W procesie słowotwórczym dużą rolę odgrywają końcówki, które nadają wyrazowi odpowiedni związek z grupą, do której desygnat należy. W powyższym przykładzie końcówka -in oznacza narzędzie, -sto – skupisko, -uri – przedmiot bądź sprawcę czynności opisaną rdzeniem wyrazu, -mo – miejsce gdzie wykonuje się czynność opisywana w wyrazie głównym (często do tego służy również końcówka -la), -ija – wykonawca tej czynności.
Końcówki czasowników wyrażają również drobne niuanse np. nauraa (śmiać się), naurahtaa (wyśmiać), naureskella (podśmiechiwać), naurattaa (rozśmieszyć, bawić).
Oto wykaz najczęściej pojawiających się końcówek słowotwórczych:
- -ja/jä: sprawca czynności, np. lukea czytać → lukija – czytelnik, puhua – mówić, puhuja – mówca
- -lainen/läinen: mieszkaniec (rzeczownik lub przymiotnik). Englanti – Anglia → englantilainen Anglik, angielski; Venäjä → venäläinen – Rosjanin
- -sto/stö: zbiór. Na przykład: kirja – książka → kirjasto – biblioteka; laiva – statek → laivasto flota
- -in: narzędzie, na przykład: kirjata – spisać → kirjain litera; vatkata ubijać → vatkain – mieszadło, mikser
- -uri/yri: sprawca bądź narzędzie: kaivaa – kopać → kaivuri – koparka; laiva – statek → laivuri marynarz
- -os/ös: rezultat czynności kääntää – tłumaczyć → käännös – przekład; tehdä – robić → teos – wytwór, dzieło
- -ton/tön: brak: onni – szczęście → onneton – nieszczęśliwy; koti – dom → koditon – bezdomny
- -llinen: posiadający cechę: lapsi – dziecko → lapsellinen – dziecinny; kauppa – sklep → kaupallinen – handlowy
- -va/vä: mający coś lub robiący coś: taitaa – być zdolnym → taitava – zdolny; johtaa – prowadzić → johtava – prowadzący.
- -la/lä: miejsce związane z danym słowem: kana – kura → kanala – kurnik; pappi – ksiądz → pappila – plebania.

### Neologizmy
W języku fińskim przy tworzeniu neologizmów na ogół preferuje się własne słowa kosztem zapożyczeń. Nowe pojęcia tworzy się na podstawie wyrazów już istniejących (np. tietokone, dosłownie „maszyna wiedzy” – komputer). Na temat wprowadzania nowych słów zapożyczanych z języków obcych wypowiada się państwowa komisja (Kielitoimisto) i nie zaleca bezmyślnego stosowania zapożyczeń, jej decyzje nie mają jednak mocy wiążącej. O rozpowszechnieniu się danej formy decydują użytkownicy języka. Obecna tendencja preferuje wyrazy obce w ich naturalnej formie w miejsce zalecanych fińskich wersji (np. dla „skanera” bardziej przyjęła się forma skanneri zamiast zalecanej kuvanlukija – dosł. „czytnik obrazu”)
Oto kilka popularnych w języku neologizmów:
- puhelin – telefon (dosłownie: przyrząd do mówienia)
- tietokone – komputer (dosłownie: maszyna wiedzy)
- levyke – dyskietka (od levy – płyta + sufiks zdrobnieniowy -ke)
- kovalevy – dysk twardy (dosł: twarda płyta)
- sähköposti – e-mail (dosłownie: elektryczna poczta)
- linja-auto – autobus (dosłownie: samochód trasowy)

### Zapożyczenia

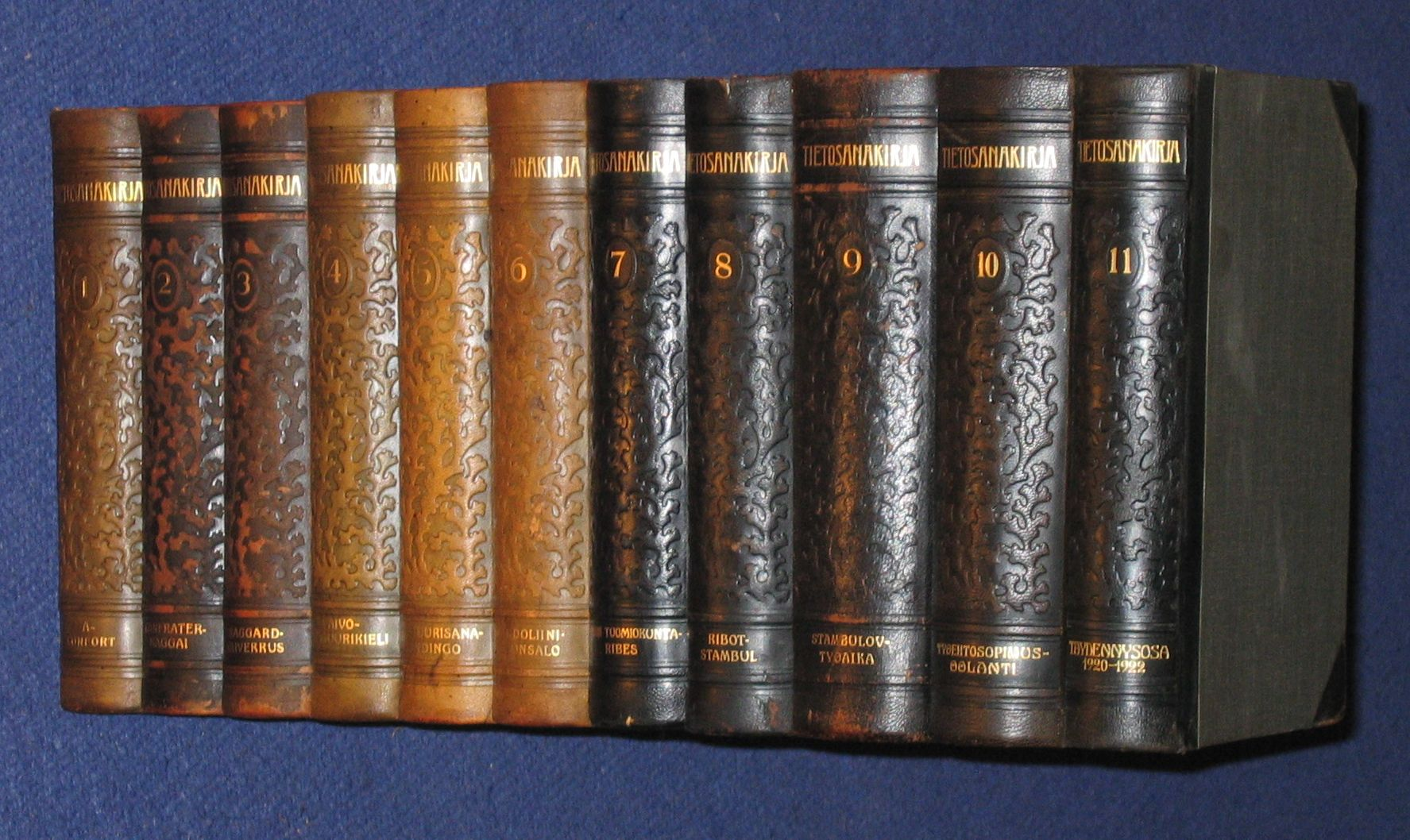
Tietosanakirja – fińska encyklopedia w 11 tomach (1909-22)

W języku fińskim istnieją zapożyczenia z różnych, nierzadko oddalonych od siebie epok historycznych. Ich powstaniem zajmuje się gramatyka diachroniczna. Na przykład słowo sata, liczebnik fiński oznaczający '100', wywodzi się z formy pierwotnej języków indoirańskich. W czasach prehistorycznych Finowie mieli kontakt z Bałtami, plemionami germańskimi i Słowianami, z których to języków przyjęli liczne zapożyczenia. Oryginalne brzmienie tych wyrazów zachowało się w języku fińskim lepiej niż w językach macierzystych. Przykładowo fińskie słowo kuningas (król) jest prawie identyczne ze starogermańską formą kuningaz, podczas gdy w innych germańskich językach słowo przeszło nieraz poważną ewolucję (por. niem. König, ang. king, szw. konung lub kung). Przykładowymi słowiańskimi zapożyczeniami w języku fińskim są: ikkuna (okno), kimalainen (trzmiel) czy lentää (latać).
Największa część zapożyczeń wywodzi się jednak z języka szwedzkiego. Obecna Finlandia należała w okresie od XII w. do roku 1809 do Królestwa Szwecji. W tym czasie do języka fińskiego przeniknęło wiele słów pochodzenia szwedzkiego np. kuppi (szw. kopp – filiżanka), czy niektóre nazwy dni tygodnia maanantai, tiistai (szw. måndag, tisdag). Powstały również tłumaczenia szwedzkich zwrotów, np. ole hyvä (szw. var så god – „proszę”, dosłownie „bądź tak dobry”). Przynależność Finlandii do Rosji pozostawiła w języku mniej śladów. Jednak istnieją rusycyzmy z różnych czasów, np. raamattu – Biblia (z ros. грамота). Obecnie zapożycza się wyrazy głównie z języka angielskiego.
Język fiński, z racji używania go w przez nieliczną (w porównaniu z innymi krajami Europy) grupę użytkowników, izolowane położenie geograficzne, także z powodu stosunkowo niewielkiej roli Finlandii w rozwoju kultury światowej, nie wniósł zbyt wiele do innych języków. Najbardziej znanym i popularnym fińskim zapożyczeniem jest sauna, w kontekście odniesienia do kultury fińskiej spotyka się również runy, kantele (instrument muzyczny) czy puukko – nóż fiński, finka. Fińskimi zapożyczeniami w języku polskim są tundra (fin. tunturi), rosomak (fin. rosso-maha), łajba (fin. laiva). Istnieje też trochę słów o prawdopodobnej etymologii wywodzącej się z ugrofińskiej rodziny językowej, brzmiących podobnie zarówno w polskim, jak i fińskim, np. jama (fin. uoma), okoń (fin. ahven), chapać (fin. kaapati), pół (fin. puoli) czy kąpać (fin. kumpua). Najwięcej zapożyczeń z języka fińskiego ma język szwedzki, np. pojke (poika – chłopiec), känga (kenkä – but).

## Odmiany języka

### Język standardowy

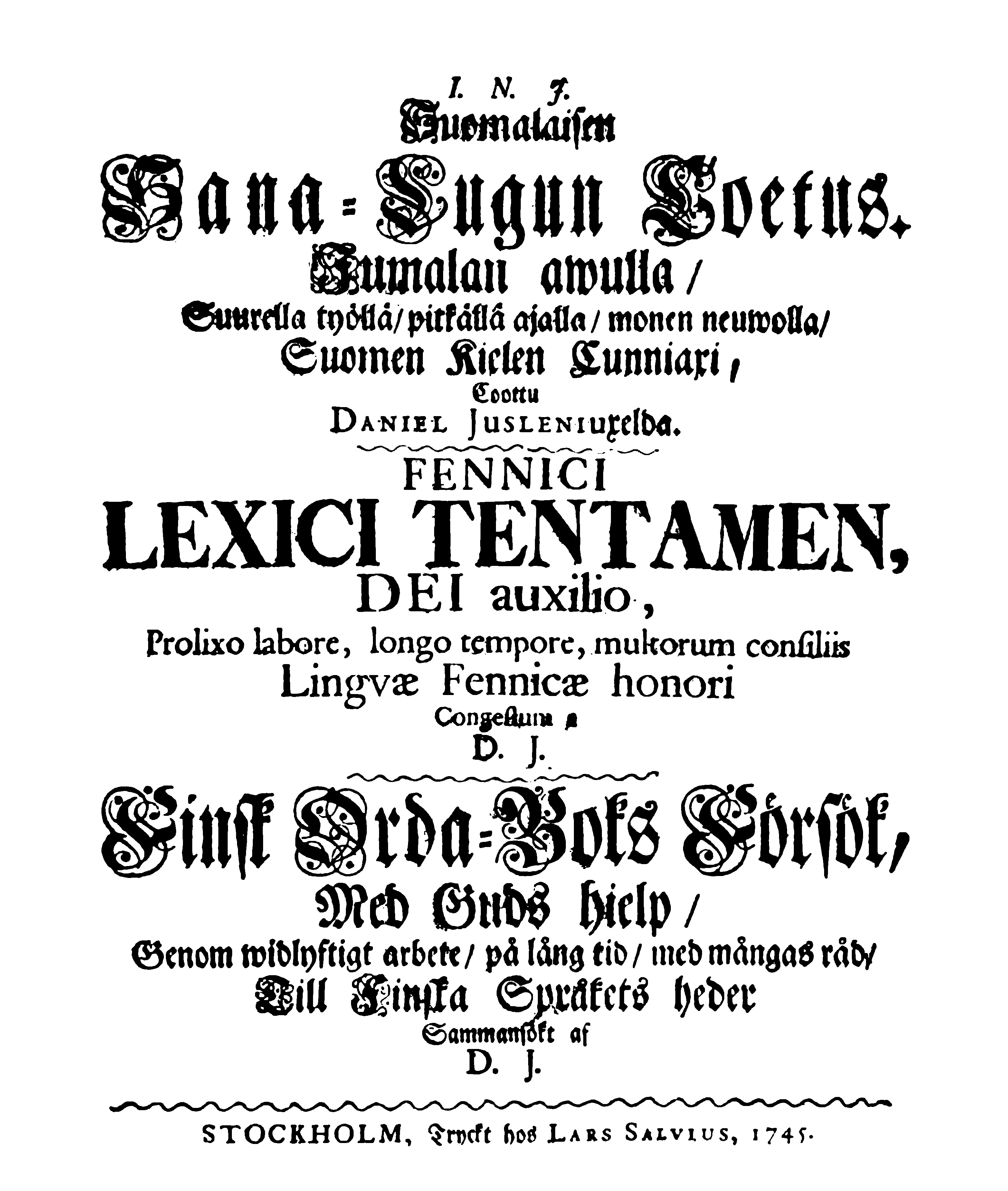
Pierwszy słownik języka fińskiego Daniela Jusleniusa, 16 tys. haseł (1745)

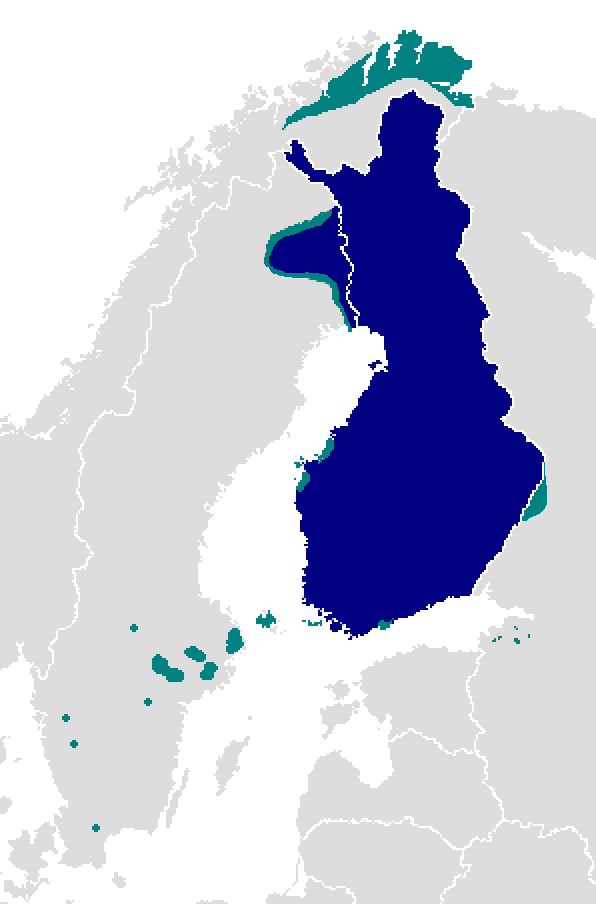
Na niebiesko zaznaczony obszar, gdzie fiński jest językiem urzędowym, a na zielono, gdzie jest używany przez znaczącą mniejszość

Oficjalny język fiński jest badany, opiniowany i komentowany (choć nie regulowany) przez Językowy Instytut Badawczy Finlandii. Forma ta jest używana w oficjalnej komunikacji. Słownik współczesnego języka fińskiego (Nykysuomen Sanakirja 1951–1961) zawierał 201 000 haseł i był słownikiem normatywnym, definiującym standardy języka fińskiego. Dodatkowo w roku 1991 opublikowano suplement z wyrazami zapożyczonymi z języków obcych Nykysuomen sivistyssanakirja o zawartości 30 000 haseł. Obecne wydanie słownika normatywnego (Nykysuomen sanakirja) pochodzi z roku 2006 i jest dostępne również w formie elektronicznej. W roku 2004 opublikowano normatywny podręcznik Iso suomen kielioppi (1600 stron). Wychodzi również czasopismo dotyczące współczesnej fińszczyzny, Kielikello. Języka standardowego używa się w tekstach oficjalnych i jest odmianą języka nauczaną w szkołach. Jego forma mówiona obowiązuje w polityce, mediach, w sądach i innych formalnych sytuacjach. Zdecydowaną większość publikacji wydaje się właśnie w tej odmianie języka.

### Warianty języka potocznego
W języku fińskim różnica między językiem pisanym a mówionym jest większa niż w przypadku większości języków indoeuropejskich, przy czym różnice te mają naturę zarówno fonetyczną, jak i gramatyczną. Języka literackiego używa się w prawie wszystkich tekstach pisanych, z wyjątkiem nieformalnych wiadomości, przekazywanych pocztą elektroniczną, SMS-em itp. W języku mówionym używa się prawie wyłącznie form potocznych, poza okazjami oficjalnymi (wystąpienia, zebrania itp.). Kształt języka obiegowego różni się w zależności od dialektu, którym posługuje się dana grupa użytkowników, wieku i pozycji społecznej użytkowników języka. W zależności od sytuacji ten sam użytkownik może używać różnych rodzajów języka mówionego.
Fiński język potoczny opiera się na dialekcie helsińskim, jednak rozwinął się w standard ponadregionalny.
Najważniejsze cechy mowy potocznej to:
- Asymilacje samogłoskowe i spółgłoskowe: mä oon zamiast minä olen (ja jestem), lukee zamiast lukea (czytać),
- Użycie zaimka nieosobowego w III osobie liczby pojedynczej w odniesieniu do osób (l. poj. se l. mn. ne zamiast spodziewanych i używanych formalnie hän, he),
- w pierwszej i drugiej osobie liczby pojedynczej używa się zaimków osobowych – mä kuulen zamiast kuulen (słucham),
- Utrata sufiksu dzierżawczego na rzecz biernika zaimka osobowego – mun auto zamiast autoni (mój samochód),
- Różnice w koniugacji: zastąpienie pierwszej osoby liczby mnogiej konstrukcją z użyciem strony biernej: me mennään zamiast me menemme (idziemy); trzecia osoba liczby mnogiej przyjmuje formą trzeciej osoby liczby pojedynczej: autot ajaa zamiast autot ajavat (samochody jadą),
- Preferowanie konstrukcji analitycznych w miejsce syntetycznych, wyrażanych równoważnikami zdań: kun mä olin tullut w miejsce tultuani („gdy przyszedłem” zamiast „po przyjściu”); rzadziej występujące przypadki, np. abessivus zastępowane są przez konstrukcje przyimkowe: ilman rahaa zamiast rahatta (bez pieniędzy),
- Skracanie wyrazów w sytuacjach nieoficjalnych: telkkari zamiast televisio (końcówka -ari jest nader produktywna w sytuacjach nieoficjalnych),
- Obrazowość konstrukcji i określeń, koko baletti (cały ten balet) – grupa ludzi.

### Dialekty

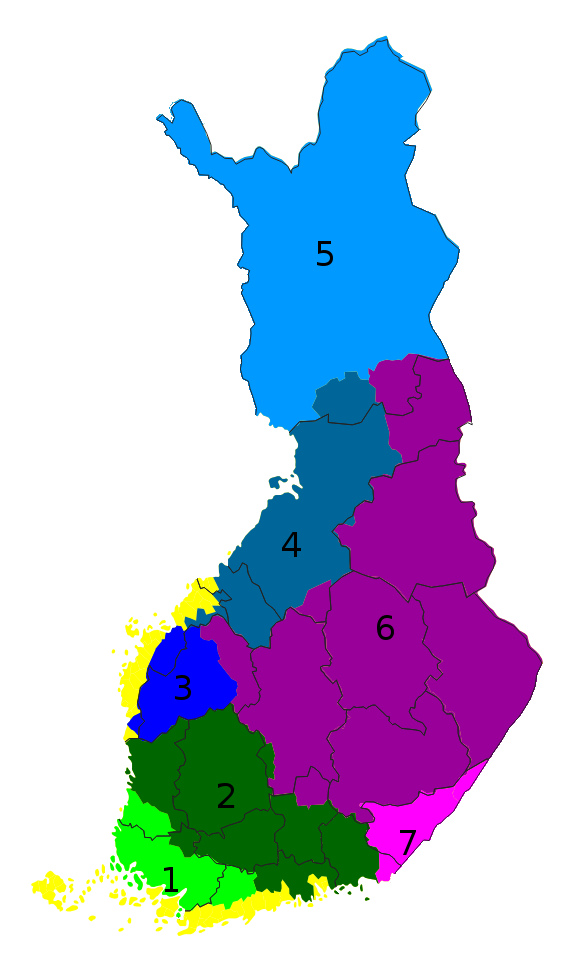
Podział dialektów w Finlandii (sytuacja sprzed II wojny światowej)
Dialekty: 1. południowofińskie 2. Häme (Tavastia) 3. południowoostrobotnicki 4.środkowo- i północnoostrobotnickie 5. Daleka północ 6. Sawonia 7. południowo-wschodniofińskie

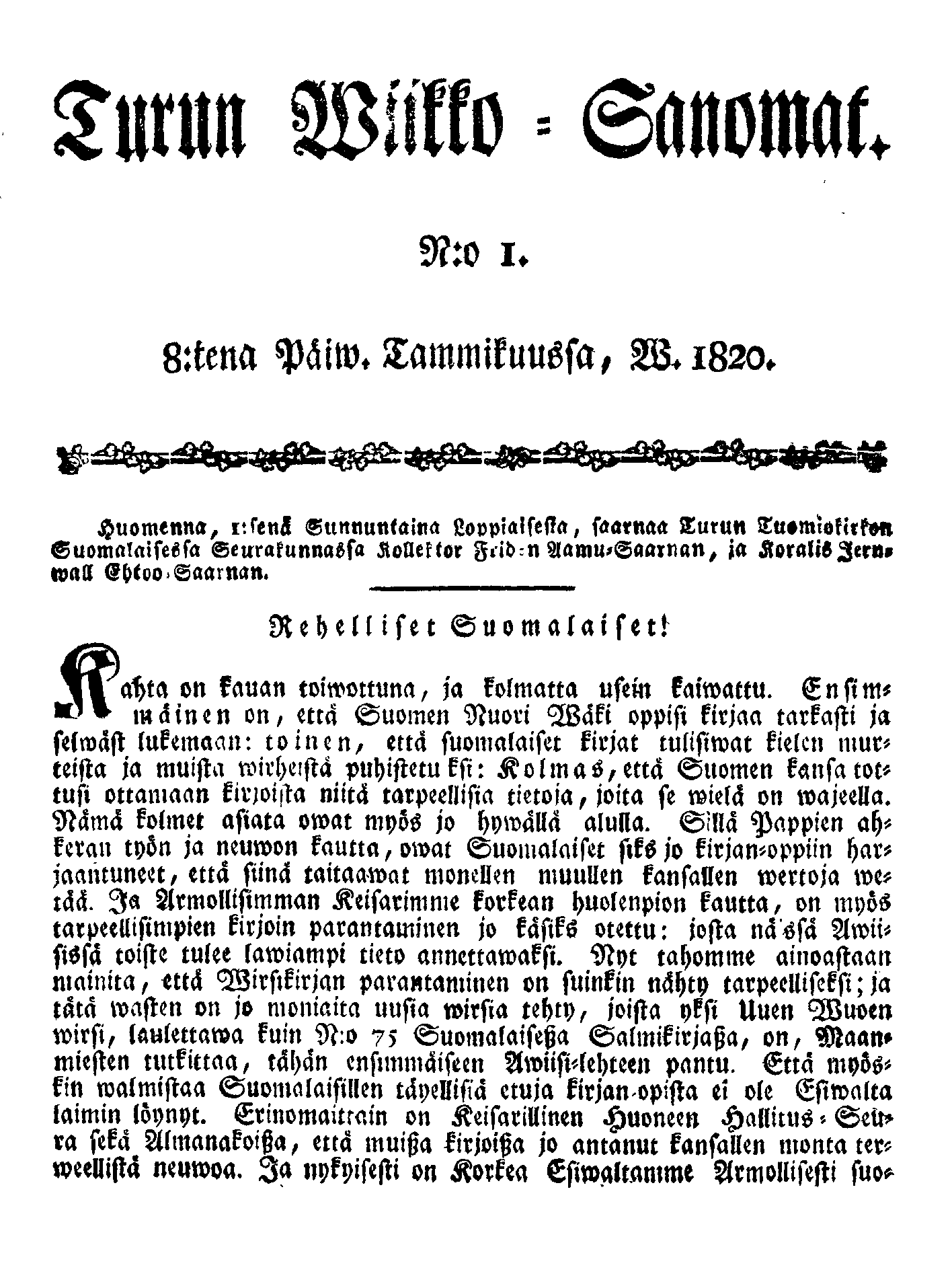
Turun Wiikko – Sanomat – pierwszy numer jednej z najstarszych fińskich gazet

Klasyfikacja dialektów fińskich jest tematem drażliwym i ma podtekst polityczny od czasu uzyskania niepodległości przez Finlandię w r. 1917. Dotyczy to zwłaszcza języka karelskiego na terytorium Rosji oraz meänkieli w Szwecji, używanych przez mniejszości narodowe. Karelski różni się od standardowego fińskiego, ma również wypracowaną własną ortografię. Meänkieli zaś jest dialektem północnym zrozumiałym przez użytkowników każdej odmiany języka fińskiego, który uzyskał status języka mniejszości narodowej z powodów historycznych i politycznych – niezależnie od tego, że język fiński również jest oficjalnym językiem mniejszości narodowych w Szwecji.
Różnice między fińskimi dialektami są niewielkie. Poszczególne dialekty różnią się prawie wyłącznie wymową. Można je podzielić na dwie grupy główne: zachodnią i wschodnią.
Najważniejszą różnicą między dialektami wschodnimi i zachodnimi jest różnica w wymowie znaku d – w zachodniej Finlandii oddaje się go przez l lub r (tehrä zamiast tehdä) w dialektach wschodniofińskich dźwięk ten wypada (tehä zamiast tehdä). W dialektach południowo-zachodnich często wypadają samogłoski, zwłaszcza na końcu wyrazów (snääks zamiast sinäksi), podczas gdy dialektach wschodnich wprowadza się samogłoski (kolome zamiast kolmea).

#### Dialekty zachodniofińskie
- dialekty południowo-zachodnio-fińskie w Varsinais-Suomi i Satakunta
- dialekty prowincji Häme
- dialekt Ostrobotni
- dialekty północnej Ostrobotni
- dialekty dalekiej północy w Laponii, Karelii Północnej i prowincji Finnmark[3].

Dialektów południowo-zachodnich używa się w Varsinais-Suomi i prowincji Satakunta. Charakteryzują się skracaniem samogłosek wygłosowych i w dużej mierze przypominają estoński. Dialektów Häme używa się w Tavastii. Są one najbliższe standardowego języka fińskiego, ale charakteryzuje je kilka zmian samogłoskowych, jak otwarcie samogłosek końcowych w dwugłoskach: tie → tiä, miekka → miakka, kuolisi → kualis. Dialekty południowej Ostrobotni wyróżniają się specyficzną wymową spółgłoski d nawet w postaci drżącego, przedniojęzykowego /r/. Dialekty dalekiej północy, używane w Laponii, charakteryzują się zatrzymaniem zbędnego dźwięku /h/ w tych kontekstach, w których nie znajduje się już go w innych dialektach.

#### Dialekty wschodniofińskie
- dialekty Sawonii, Karelii Południowej i Kainuu[3].

Można je podzielić na dwie grupy: sawońskie, szeroko stosowane w prowincji Savo i na obszarach przyległych oraz południowo-wschodnie, występujące na obszarze południowej Karelii. Gwary wschodnie – w przeciwieństwie do zachodnich i języka oficjalnego – zachowały palatalizację: vesj zamiast vesi (woda). Język używany w tej części Karelii, która historycznie należała do Szwecji lub Rosji, uważany jest za bardziej odległy od fińskiego niż dialekty wschodnie. Jest sprawą sporną i nierozstrzygniętą, czy jest to dialekt czy odrębny język.

### Finglish
Jest to odmiana języka używana przez fińskojęzycznych emigrantów w Stanach Zjednoczonych i Kanadzie mająca charakter pidżynowy. Finglish wiązany jest z emigracją zarobkową z różnych czasów – począwszy od końca XIX wieku. Większość emigrantów pochodziło z prowincji Sawonia i Ostrobotnia, stąd też najwięcej jest naleciałości właśnie z tych dialektów. Najbardziej charakterystyczne cechy to
- ubezdźwięcznienie lub zanik zbitki spółgłosek[44]: rapoli (trouble – kłopot), karpetsi (garbage – śmieci), vörnitseri (furniture – meble),
- likwidacja zbitek spółgłoskowych: leijata (to play – grać, bawić się), sauveri (shower – prysznic, mżawka),
- wprowadzanie samogłoski sylabotwórczej: kaluna (gallon – galon), hanteli (handle – obchodzić się, działać; klamka),
- wprowadzanie samogłoski na końcu wyrazu: reimi (frame – rama), kaara (car – auto), heerkatti (haircut – strzyżenie włosów), loijari (lawyer – prawnik, adwokat),
- likwidacja zbitek spółgłoskowych na początku wyrazu: raikki (strike – uderzyć; strajk), touvi (stove – piec), rosseri (grocery – sklep spożywczy).

Zjawisko nie jest nowe, występuje także w dialekcie polskich emigrantów różnych epok do krajów angielskojęzycznych i zachodzą podobne procesy asymilacyjne (por. Kara stała na kornerze strita).

## Piśmiennictwo w języku fińskim

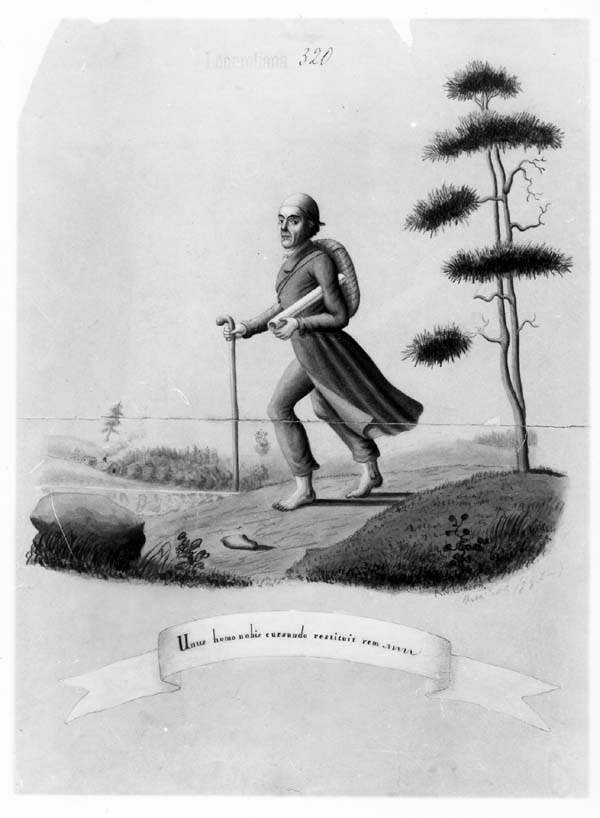
Elias Lönnrot

### Przed XIX w.
Ze względu na fakt, iż fiński zalicza się do języków nowszych, brak jest literatury ze średniowiecza i wcześniejszej, choć przetrwały pojedyncze pisemne wzmianki w tym języku. Najstarsze z nich pochodzą z XII-XIII wieku i były zapisane cyrylicą. Pierwsza książka, Abckiria, była elementarzem o silnym ukierunkowaniu religijnym. Mimo istnienia form drukowanych z tamtego okresu, można o nim mówić tylko jako o zalążku fińskiej literatury.

### Wiek dziewiętnasty
Finlandia zawsze była krajem twórczości ludowej. Setki wierszy, legend, opowiadań tworzą jeden z największych tego typu zbiorów na świecie. Wiele zostało zebranych i wydanych jako Stare wiersze ludu fińskiego. Zbiór ten liczy 27 000 stron w 33 tomach. Dzieło do druku przygotował Antti Aarne.
Najsłynniejszym zbiorem podań i pieśni ludowych jest Kalevala. Uważana za narodowy poemat epicki, swe powstanie zawdzięcza Eliasowi Lönnrotowi, choć nad wydaniem i kompilacją pracowało wiele więcej osób. Opublikowana w r. 1835 stała się szybko symbolem dążeń narodowościowych Finów, będących wtedy pod polityczną kontrolą Rosji. Wraz z innym zbiorem Kanteletar wywarła także wpływ na twórczość fińskiego kompozytora Jeana Sibeliusa.
Za pierwszą powieść wydaną w języku fińskim uważa się Siedmiu braci (fin.: Seitsemän veljestä) Aleksisa Kivi (1870) – opowieść o siedmiu prostych braciach w obliczu nadciągającej rewolucji technicznej. Od tego czasu oprócz dominującej w literackich opisach klasy średniej, literatura fińska kojarzy się szeroko z opisem życia wiejskiego i warstw ubogich. Podwaliny pod współczesny teatr fiński stworzyła Minna Canth – prekursorka feminizmu w literaturze fińskiej.

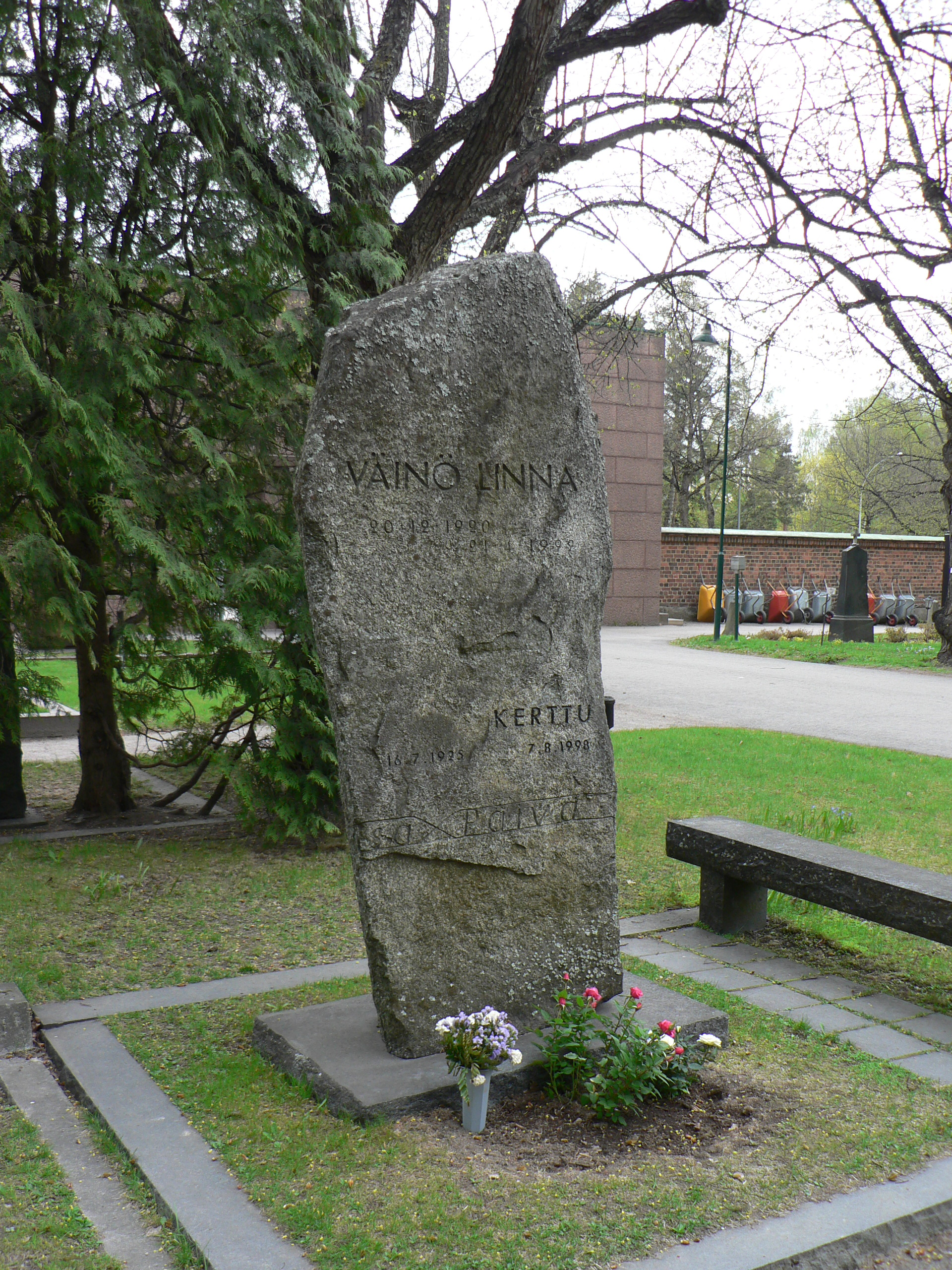
Grób Väinö Linny w Tampere

### Wiek dwudziesty
Uzyskanie niepodległości w roku 1917 i wybuchła wkrótce wojna domowa odbiły się szerokim echem w literaturze fińskiej. Frans Eemil Sillanpää za powieść Hurskas kurjuus (Nabożna nędza) uzyskał pierwszą dla Finlandii nagrodę Nobla (1939). Temat wojny domowej został podjęty również przez Väinö Linnę w powieści Żołnierz nieznany (Tuntematon sotilas). Inne dzieło szeroko znane na świecie to Egipcjanin Sinuhe Miki Waltari (1945). W latach pięćdziesiątych Paavo Haavikko i Eeva-Liisa Manner zapoczątkowali wzorowanie się w literaturze na twórczości brytyjskiej i amerykańskiej, głównie T.S. Eliota i Ezry Pounda. Nieco inny kierunek przyjął Timo K. Mukka, autor dziewięciu lirycznych powieści, m.in. Pieśń dzieci Syberii (fin.: Laulu Sipirjan lapsista). Nowy trend w prozie prezentuje m.in. Annika Idström (Mój brat Sebastian).
Fińskojęzyczna literatura piękna jest tłumaczona na wiele języków świata, w tym również polski. W języku fińskim wychodzi również literatura popularna i wagonowa.

## Język fiński i media

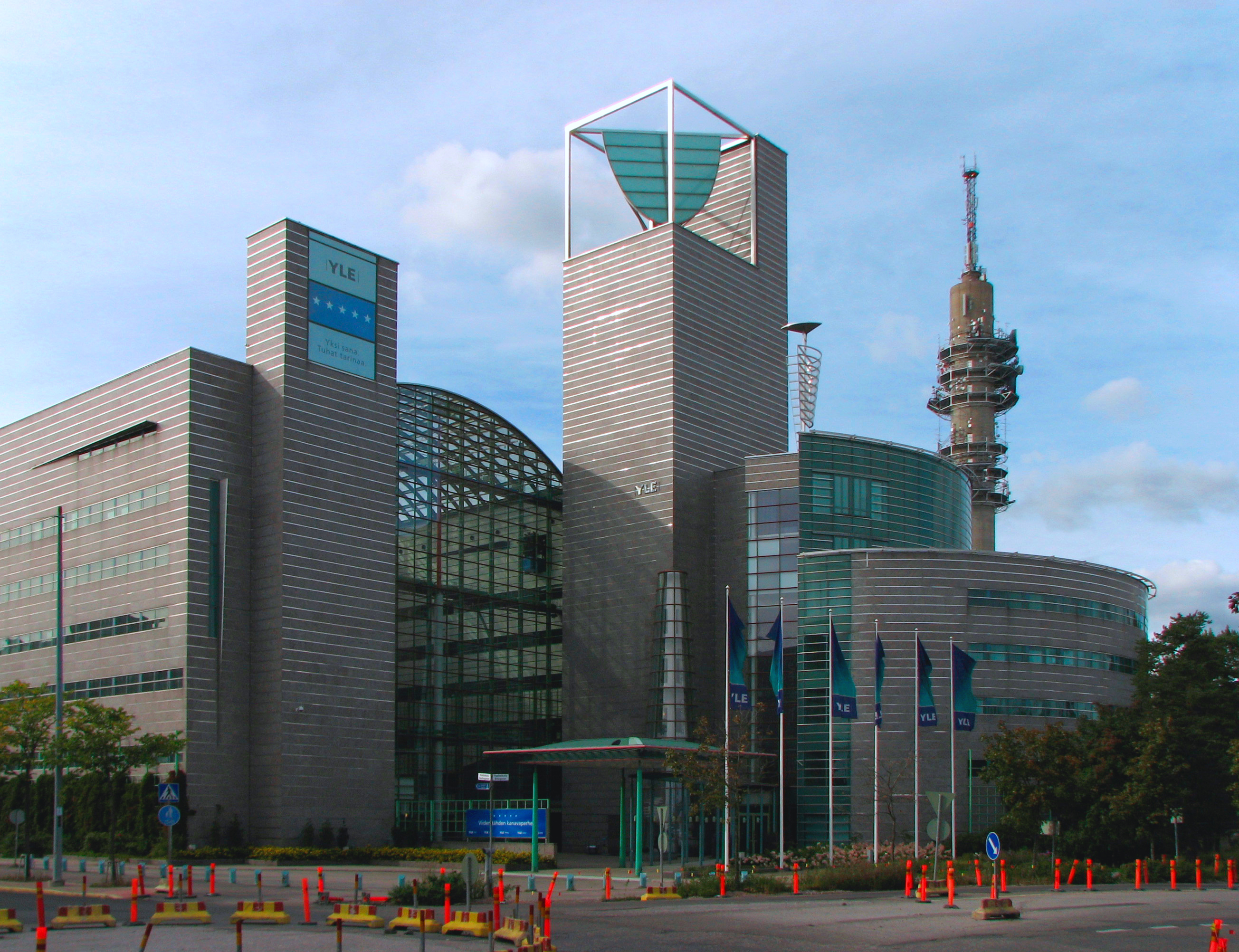
Nadajnik Yleisradio

W Finlandii działa oficjalna państwowa stacja Yleisradio (YLE) nadająca program ogólnokrajowy i lokalny, zarówno radiowy, jak i telewizyjny. Ponadto wychodzi ok. 120 tytułów prasowych (gazet i czasopism) w języku fińskim, od centralnych po lokalne. Największe fińskojęzyczne gazety to: Helsingin Sanomat (nakład 419 000), Ilta-Sanomat (popołudniówka) – nakład 176 000 egz. Dla porównania, największa gazeta szwedzkojęzyczna, Hufvudstadsbladet osiąga nakład 51 000 i ma on tendencję malejącą. W Szwecji publikowane są dwa fińskojęzyczne tygodniki, przeznaczone dla mniejszości narodowych. Rocznie w języku fińskim publikuje się ponad 9000 książek. Działa prawie 900 bibliotek, oferujących literaturę fińskojęzyczną, piękną i użytkową.

## Język fiński w Polsce
Według szacunków ambasady Finlandii w Polsce na stałe mieszka około 200 obywateli fińskich. Język fiński jest w Polsce używany głównie przez rodowitych Finów mieszkających w Polsce, małżeństwa fińsko-polskie oraz osoby studiujące kierunki lingwistyczne. Trzy polskie uczelnie prowadzą nauczanie języka na poziomie akademickim i na podbudowie wiedzy ogólnolingwistycznej (przy czym język fiński można studiować na 100 uczelniach w 30 krajach): Uniwersytet Warszawski – przy Katedrze Hungarystyki, Uniwersytet Gdański – w Instytucie Skandynawistyki, oraz Uniwersytet im. Adama Mickiewicza w Poznaniu – w Zakładzie Filologii Ugrofińskiej w Instytucie Językoznawstwa. Język jest również obiektem badań, poznańscy filologowie Jerzy Bańczerowski i Czesław Kudzinowski to polscy naukowcy, badacze fińskiego. Aktywne jest Towarzystwo Polska-Finlandia, które prowadzi bibliotekę i odpłatne kursy językowe, również dla dzieci. W indywidualnych przypadkach można się starać o sponsorowane przez fińskie ministerstwo szkolnictwa kursy językowe w Finlandii.
Czynnych jest siedmiu tłumaczy przysięgłych. Lokalnie działania promujące język fiński prowadzą Towarzystwa Polsko-Fińskie. W mass-mediach obszerniejsze informacje o języku pojawiają się głównie z okazji święta niepodległości Finlandii (6 grudnia – Itsenäisyyspäivä).

## Przykład użycia języka
Pierwszy artykuł Powszechnej deklaracji praw człowieka:
Kaikki ihmiset syntyvät vapaina ja tasavertaisina arvoltaan ja oikeuksiltaan. Heille on annettu järki ja omatunto, ja heidän on toimittava toisiaan kohtaan veljeyden hengessä.
/ˈkɑi̯kːi ˈihmisɛt ˈsyntyvæt ˈvɑpɑi̯nɑ jɑ ˈtɑsɑvɛrtɑi̯sinɑ ˈɑrvɔltɑːn jɑ ˈɔi̯kɛuksiltɑːn ˈhɛi̯lːɛ ɔn ˈɑnːɛtːu ˈjærki jɑ ˈɔmɑtuntɔ jɑ ˈhɛi̯dæn ɔn ˈtɔi̯mitːɑvɑ ˈtɔi̯siɑːn ˈkɔhtɑːn ˈvɛljɛydɛn ˈhɛŋːɛsːæ/
Wszyscy ludzie rodzą się wolni i równi pod względem swej godności i swych praw. Są oni obdarzeni rozumem i sumieniem i powinni postępować wobec innych w duchu braterstwa.

## Przykładowe słowa i zwroty
- kyllä – tak

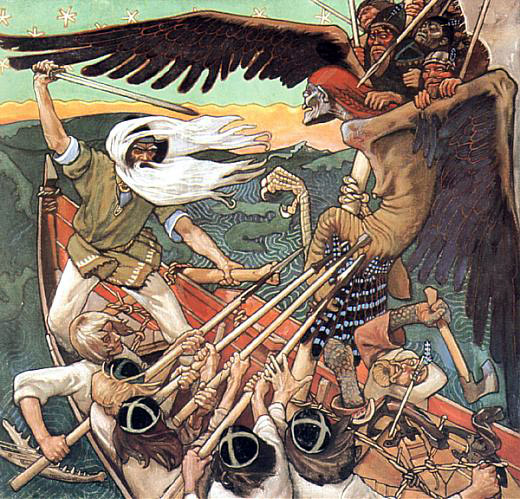
Scena z Kalevali – obrona Sampo

- joo – tak (potocznie, odpowiednik polskiego no; także jaa lub juu)
- ei – nie (uwaga! en – ja nie, et – ty nie)
- minä, sinä, hän – ja, ty, on/ona
- me, te, he – my, wy, oni/one
- minä olen – ja jestem
- sinä olet – ty jesteś
- Hyvää päivää – dzień dobry
- Hyvää yötä – dobranoc
- Näkemiin – do widzenia
- Minä olen Puolasta/Minä olen puolalainen. – Jestem z Polski/jestem Polakiem
- Mitä kuuluu? – Co słychać? (do osób znajomych)
- En ymmärrä. – Nie rozumiem.
- Ymmärrän. – Rozumiem.
- anteeksi – przepraszam, wybacz
- kiitos – dziękuję
- yksi, kaksi, kolme – jeden, dwa, trzy
- neljä, viisi, kuusi – cztery, pięć, sześć
- seitsemän, kahdeksan – siedem, osiem
- yhdeksän, kymmenen – dziewięć, dziesięć[57]

### Gramatyka
- Praca zbiorowa: Iso Suomen kielioppi. SKS, 2004. ISBN 951-746-557-2. Brak numerów stron w książce (Podręcznik normatywny)
- Czesław Kudzinowski: Gramatyka języka fińskiego. Poznań: Wydawnictwa naukowe UAM, 1978. Brak numerów stron w książce
- Fred Karlsson: Finnish: An Essential Grammar. Londyn: Routledge, 2004. ISBN 978-0-415-43914-5. Brak numerów stron w książce
- Czesław Kudzinowski: Słownik fińsko-polski. Poznań: Wydawnictwa naukowe UAM, 1988. ISBN 83-232-0052-1. Brak numerów stron w książce
- Martin Putz: Finnische Grammatik. Wiedeń: Praesens, 2002. ISBN 3-7069-0128-5. Brak numerów stron w książce (gramatyka przedstawiona w ujęciu diachronicznym)

### Podręczniki
- Olli Nuutinen: Suomea suomeksi 1-2. Helsinki: SKS, 2007. ISBN 978-951-717-737-5. Brak numerów stron w książce
- 4. Auflage. W: Marja-Liisa Steiner: Finnisch für Sie. Ismaning: Hueber, 1989. ISBN 3-19-005076-7. Brak numerów stron w książce
- Maija Heilikki Altio: Finnish for Foreigners. Helsinki: Ibd Ltd., 2005. ISBN 951-111-500-6. Brak numerów stron w książce
- Anna-Liisa Lepäsmaa, Leena Silfverberg: Suomen kielen alkeisoppikirja. ISBN 951-792-034-2. Brak numerów stron w książce (po fińsku dla początkujących)
- Ritva Bargsten, Liisa Voßschmidt: Hei Suomi – Finnisch für Anfänger. ISBN 3-88839-092-3 (Band 1), ISBN 3-88839-092-3 (Band 2), ISBN 3-88839-098-2 (Band 3). Brak numerów stron w książce
- Katarzyna Wojan: Język fiński w teorii i praktyce. Gdańsk: Wydawnictwo Uniwersytetu Gdańskiego, 2016.